# Antisemitismo

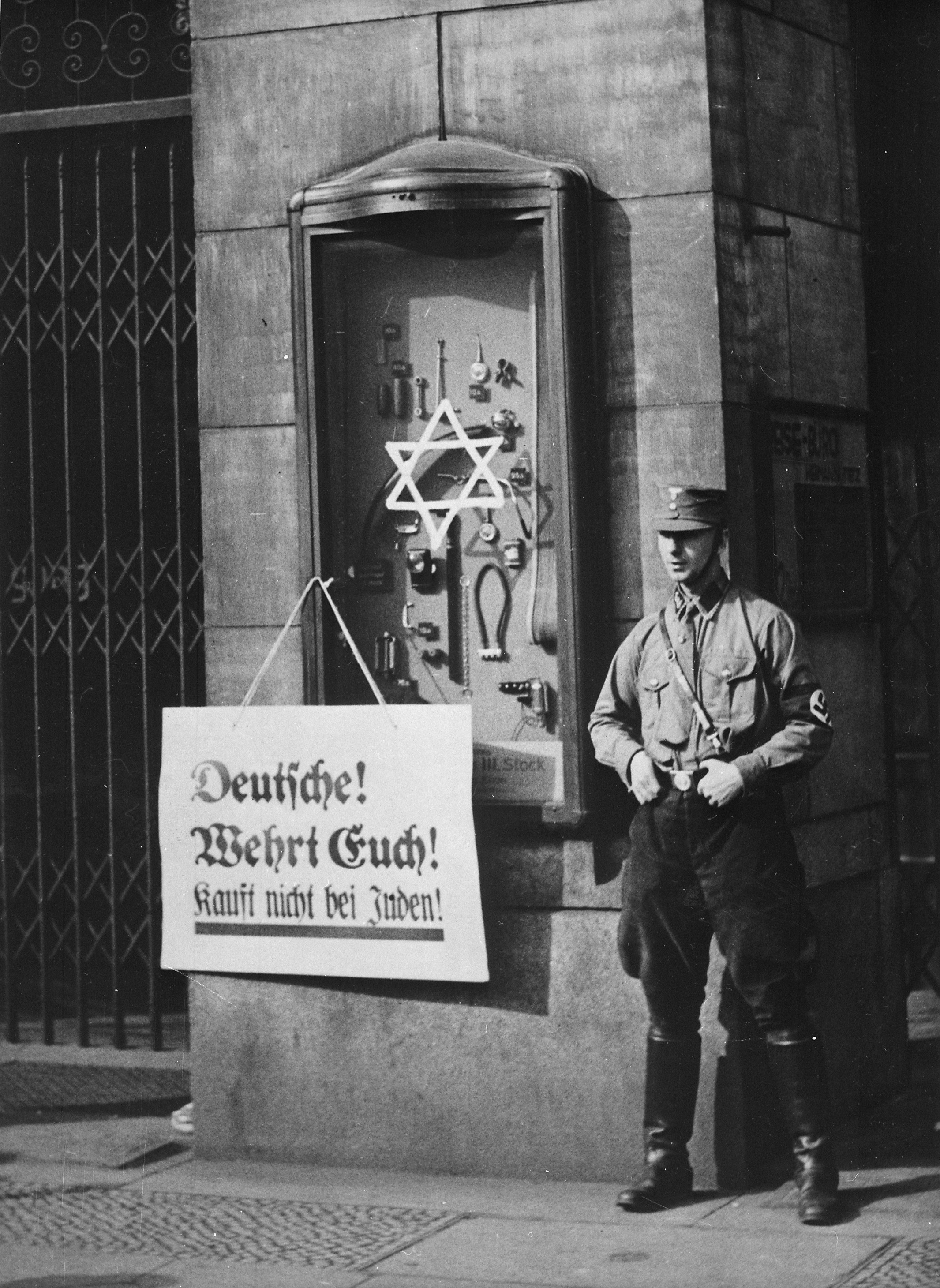
Boicot antisemita contra un negocio judeoalemán en Tietz, Berlín, señalado por los nazis con una estrella judía y un cartel con la inscripción «¡Alemanes! ¡Defendeos! ¡No compréis a los judíos!»
Antisemitismo nazi, 1933

El antisemitismo, en el sentido amplio del término, hace referencia a la discriminación, hostilidad, prejuicio y odio hacia los judíos en sentido amplio, basada en una combinación de prejuicios de tipo religioso, racial, cultural y étnico. En sentido restringido, el antisemitismo es una forma específica de racismo y discriminación, pues se refiere a la hostilidad hacia los judíos, definidos como una «raza», concepción moderna que habría surgido a mediados del siglo XIX; no debe confundirse con el antijudaísmo, que es la hostilidad a los judíos definidos como grupo religioso, cuya expresión más desarrollada sería el antijudaísmo cristiano. Pierre-André Taguieff, por su parte, propone englobar todas las manifestaciones de hostilidad, aversión y odio hacia los judíos que se han producido a lo largo de la historia bajo el término de judeofobia.
El antisemitismo puede manifestarse de muchas formas: como odio o discriminación individual, ataques de grupos nucleados con dicho propósito o, incluso, mediante la violencia policial o estatal.
Como ha señalado Michel Wieviorka, «el antisemitismo es el problema de todos los demócratas, de todos los humanistas, no es solo un problema de los judíos. Y lo mismo ocurre respecto de todas las demás formas de racismo».
La reunión que desde 2020 se realiza bajo los auspicios del Instituto Van Leer de Jerusalén de un grupo de académicos de todo el mundo para hacer una evaluación crítica de la definición de la IHRA e intentar clarificar los aspectos de la misma que causan confusión y preocupación, propone, junto a cinco directrices de carácter general y diez relacionadas con Israel y Palestina, con fecha 25 de marzo de 2021, la siguiente definición de antisemitismo:

«Antisemitismo es la discriminación, los prejuicios, la hostilidad o la violencia contra los judíos por el hecho de ser judíos (o contra las instituciones judías por el hecho de ser judías)»
The Jerusalem Declaration on Antisemitism

## El nacimiento del término «antisemitismo» en elsigloXIX
Aunque la etimología del término antisemitismo podría dar a entender que se trata de un prejuicio contra los pueblos semitas en general, el término se utiliza en forma exclusiva para referirse a la hostilidad contra los judíos. Con el fin de evitar confusiones en referencia a otros pueblos que hablan lenguas semíticas, algunos autores prefieren el uso de términos equivalentes no ambiguos, como judeofobia o antijudío, reservando antisemitismo para su uso en referencias históricas a las ideologías antijudías de la segunda mitad del siglo XIX y la primera mitad del siglo XX.
El adjetivo semítico fue acuñado por el orientalista alemán August Ludwig von Schlözer en el tomo VIII del Repertorium für biblische und morgenländische Literatur de J. G. Eichhorn, publicado en 1781. Pero Schlözer no hace referencia a una raza —concepto que había aparecido cincuenta años antes por obra del francés Henri de Boulainvilliers que pretendía demostrar la superioridad de la «raza» franca o germánica sobre la raza galorromana— sino a un grupo de lenguas llamadas semíticas –el arameo, el hebreo y el árabe, entre otras–, que serían las que hablan los descendientes del hijo de Noé, Sem, padre de Abraham y antepasado de Eber —los hebreos—, así como de Yoqtan, antecesor de varios pueblos de Arabia. Esta acepción de la palabra semítico fue usada en el siglo XIX, por otros lingüistas como el alemán Max Müller, catedrático en la Universidad de Oxford entre 1850 y 1876, que siguió distinguiendo dos tipos de lenguas: la semítica y la «aria», vocablo que utilizó en lugar del término indoeuropeo, que fue el que acabaría imponiéndose. Pero en ningún momento estos autores identificaron grupos lingüísticos con grupos étnicos o «razas».

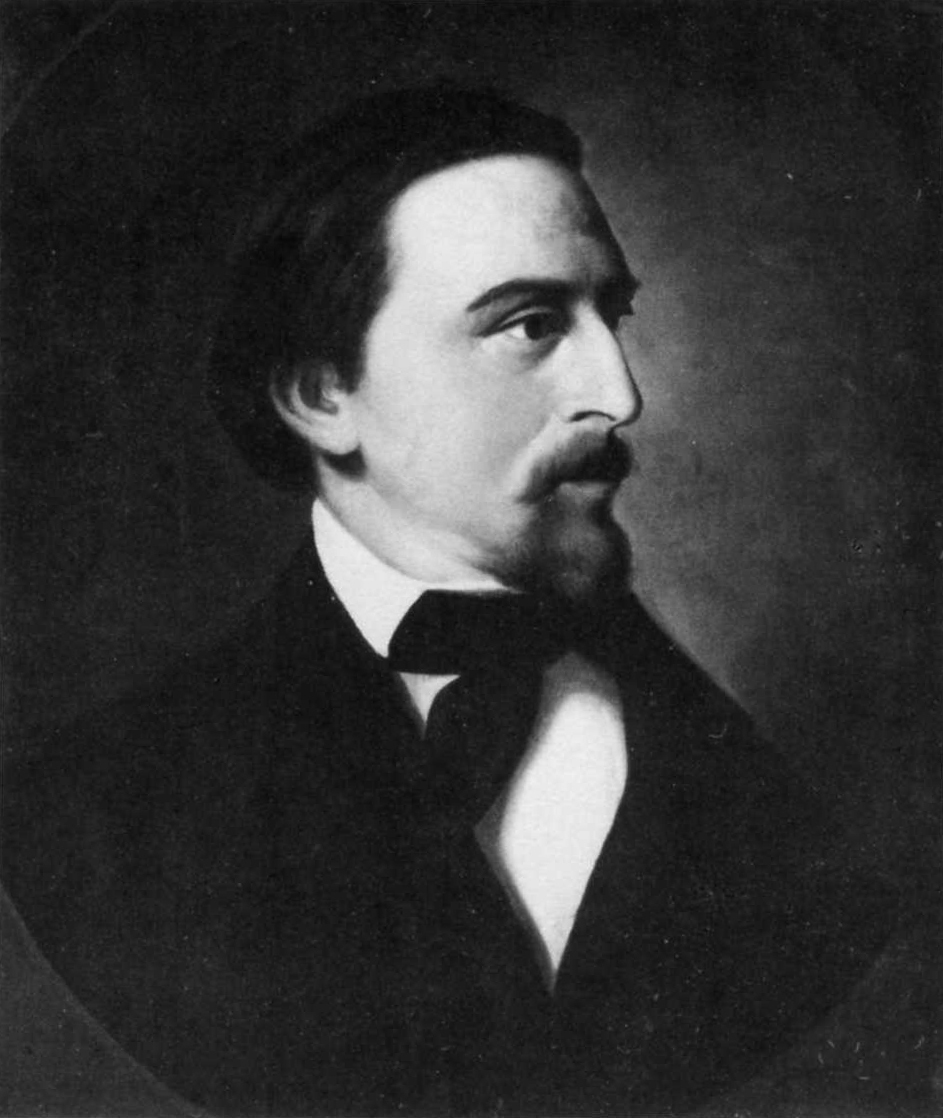
Wilhelm Marr, creador del término «antisemitismo».

Sin embargo, a mediados del siglo XIX se empieza a pasar del concepto lingüístico al racial, es decir, de la noción de lenguas semíticas al de «raza» semita opuesta a la «raza» indoeuropea o aria, todo ello ligado al nacimiento del racismo. Entre 1853 y 1855 el francés Arthur de Gobineau publica su Ensayo sobre la desigualdad de las razas humanas que es el libro que inaugura el racismo —aunque Gobineau no era antisemita— y en 1855 el también francés Ernest Renan publica en París Histoire générale et système comparé des langues sémitiques, en el que afirma que los pueblos semitas son inferiores a los pueblos arios, por lo que aboga por depurar el cristianismo de todos sus elementos semíticos. Así pues, semita se empezó a utilizar a mediados del siglo XIX para designar a los pueblos hablantes de las lenguas semíticas y sus realizaciones culturales. Pese a carecer de toda base étnica, y al igual que sucedió con el término ario, la voz semita se transfirió de su significado lingüístico original a un nuevo significado racial.

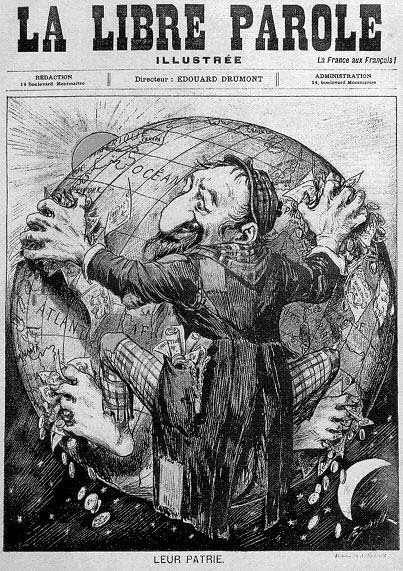
Primera página de 1893 del periódico antisemita francés La libre parole, fundado por Édouard Drumont, en el que aparece una caricatura sobre la «ambición judía» de dominar el mundo ("Su patria", se lee al pie), y en la que el judío está representado por unos supuestos rasgos «raciales» que lo definen e identifican, como la enorme nariz aguileña.

El término antisemitismo aparece poco después, en 1873, por obra del periodista alemán Wilhelm Marr. Lo utiliza para descalificar a los judíos, definidos como un grupo étnico, como una "raza", no como los seguidores de una determinada religión, por lo que para Marr y para todos los antisemitas posteriores los judíos seguían siendo judíos aunque se convirtieran al cristianismo, lo que diferenciaba el antisemitismo del antijudaísmo tradicional defendido por el cristianismo desde sus comienzos —un judío convertido al cristianismo dejaba de ser judío y pasaba a ser cristiano—. Como han destacado muchos autores, recurrir a la palabra «antisemitismo» para designar el rechazo racial a los judíos «no deja de presentar una contradicción interna: el antisemitismo viene dirigido únicamente contra los judíos, cuando, en rigor, tan semitas son los árabes como los judíos».
Marr desarrolló el nuevo concepto de antisemitismo en su libro publicado en 1879 Zwanglose Antisemitische Hefte (y Wilhelm Scherer empleó ese mismo año el término Antisemiten en Neue Freie Presse), aunque lo utilizó por primera vez en un panfleto antisemita que exhortaba a la hostilidad contra los judíos desprovisto de toda connotación religiosa. El panfleto de Marr, publicado en Berna, tuvo mucho éxito (doce ediciones en el mismo año) y fundaría unos meses después la Liga de los antisemitas (Antisemitenliga).
En 1886 se publica en Francia uno de los libros antisemitas de mayor impacto, La France juive, essai d'histoire contemporaine de Edouard Drumont, en el que se señala a la raza «inferior» de los judíos que pretende dominar a la «raza aria», como la responsable de todos los males que está padeciendo Francia y Occidente. Para dar mayor difusión a sus ideas antisemitas Drumont, ferviente católico, funda un periódico, La libre parole, que tendrá un especial protagonismo cuando estalle el caso Dreyfus en la década final del siglo XIX.
En 1905 apareció el libelo antisemita más conocido, Los protocolos de los sabios de Sion, elaborado por un agente de la policía zarista, que influyó poderosamente en Mi lucha de Adolf Hitler, quien proponía una solución final al problema judío.
El nacimiento del antisemitismo como corriente de pensamiento moderno también está ligado a la eclosión de los nacionalismos en el siglo XIX europeo, que tuvieron como bandera común la idea «un pueblo, un Estado» y que está en el origen del concepto de Estado nación. Al calor de esa idea se formaron diversos Estados europeos, surgidos del desmembramiento de los imperios o bien a través de la unificación de Estados con similar cultura y lengua, (como Italia y Alemania). Paralelamente a ese desarrollo nacionalista, y atravesándolo en muchas ocasiones, evolucionó el moderno antisemitismo, que en esencia consideraba a los judíos como pueblo apátrida, ajenos al cuerpo de la nación y enemigos potenciales de ésta.

### Antijudaísmo y antisemitismo (racista)

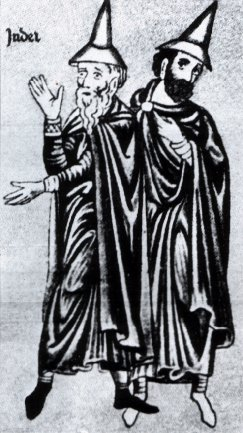
Representación medieval de dos judíos alemanes, con los típicos sombreros que los identificaban, ya que era imposible distinguir por sus rasgos físicos a los judíos de los que no lo eran.

Hay historiadores que restringen el uso del término antisemitismo a la Edad Contemporánea —cuando se inventó el racismo y el antisemitismo como un derivado suyo—. Para designar el odio y rechazo de los judíos de épocas anteriores proponen utilizar el término antijudaísmo. Es el caso del hispanista francés, Joseph Pérez, quien al referirse a la discriminación de los judíos desde los siglos IV y V d. C. y a lo largo de la Edad Media habla de «antijudaísmo, no antisemitismo». Su argumentación es la siguiente:

En la Edad Media, los judíos han tenido mala prensa; se les ha perseguido, maltratado, discriminado, pero no porque pertenecieran a una raza maldita, en el sentido que la palabra raza cobrará andando el tiempo, sino porque siguen fieles al credo religioso considerado como incompatible con la religión dominante —el Islam o el cristianismo—; el día que un judío se convierte, deja de ser judío, por lo menos en la opinión de las autoridades y de las elites, no así entre las masas. [...] Lo que hubo en la Edad Media, en España, como en toda la cristiandad, no fue antisemitismo, sino antijudaísmo; un antijudaísmo constantemente reivindicado por la Iglesia católica desde los orígenes del cristianismo.

Sin embargo, la hostilidad hacia los judeoconversos en los reinos ibéricos medievales —como lo demuestra la revuelta anticonversa de Toledo de 1449— y en la posterior Monarquía Hispánica —con la implantación de los estatutos de limpieza de sangre, para diferenciar a los cristianos nuevos de los cristianos viejos—, plantea dudas sobre la tajante separación entre antijudaísmo y antisemitismo, ya que en este caso la hostilidad y la discriminación hacia los judíos no se basaría en su identidad religiosa sino en una cierta identidad «racial». Michel Wieviorka asegura que «en este contexto, el antijudaísmo se convierte en racismo antes de la existencia del término» —llega a afirmar que «los inventores de la 'raza' judía son, en primer lugar, los poderes políticos español y portugués de aquel entonces y las autoridades religiosas sobre quienes se apoyan, que encabezarán la Inquisición»—, aunque advierte de que «fuera de esa obsesión de la pureza de la sangre, hasta el XIX hay que hablar de 'antijudaísmo', y no de antisemitismo».
Por su parte, Joseph Pérez considera que la discriminación de los «cristianos nuevos», con la creación de los estatutos de limpieza de sangre, no «se refería a supuestas características biológicas de los judíos; fue un concepto social y no racial: aludía al linaje, no a la raza; fue una reacción de plebeyos contra hidalgos, una especie de compensación ideológica: uno puede comprar la hidalguía si tiene dineros para ello, pero no puede comprar la limpieza [de sangre] que viene a ser, por lo tanto, una nobleza natural superior a la otra». Joseph Pérez recuerda que la palabra «sangre» en el siglo XVI es equivalente a linaje por lo que la expresión «pureza de sangre» (pureté de sang en Francia), equivaldría a la ausencia de herejía entre los ascendientes de una familia.
«Antisemitismo racista»
Christian Geulen ha propuesto denominar al antisemitismo surgido en la segunda mitad del siglo XIX como «antisemitismo racista». Geulen señala que conforme fue avanzando el siglo los judíos fueron «quienes se convirtieron en objeto preferido de las ideologías racistas» y que el término «antisemitismo» nació en Imperio Alemán en los años 1870-1880 «para dar nombre a una visión del mundo que veía los fundamentos de todo desarrollo cultural en la diferenciación y la lucha entre lo “ario” y lo “semita”». En este sentido el «antisemitismo racista», según Geulen, «no era en absoluto una simple aversión hacia los judíos. A finales del siglo XIX, y no sólo en Alemania, el antisemitismo era un programa de partido y una filosofía de la historia, un punto de vista político y una doctrina natural y social; era un medio esencial de entenderse a sí mismos…».
Según Geulen, la razón fundamental de la hostilidad «racial» hacia los judíos no residía en el tradicional antijudaísmo cristiano sino en el hecho de que, especialmente en Alemania, constituían «la única comunidad cultural minoritaria importante». «En ese estatus de «marginales establecidos» [«la integración de los judíos en la sociedad europea alcanzó su punto culminante en la segunda mitad del siglo XIX, y en especial en Alemania»] se centró buena parte de la propaganda antisemita». Para los antisemitas ultranacionalistas alemanes «el judaísmo no era sin más el enemigo de una pretendida raza alemana, sino también un enemigo del racismo como doctrina e interpretación del mundo ―y por tanto adquirió para los antisemitas cada vez más los rasgos de una raza fundamentalmente enemiga―». Uno de los primeros en expresar ese nuevo antisemitismo fue el historiador berlinés Heinrich von Treitschke quien en 1879 escribió: «Los judíos son nuestra desgracia». Pronto quedó claro, como lo demostró el affaire Dreyfus, que el nuevo antisemitismo alimentado por las teorías raciales no era sólo un fenómeno alemán. En Francia el fundador del «antisemitismo académico» fue Ernest Renan, pero, según Pierre-André Taguieff, «es Jules Soury quien efectúa el paso a la acción. Denuncia el dominio absoluto de los judíos sobre el aparato político, las instituciones, etc. […] La «lucha de las razas» es reinterpretada como la principal manifestación de la «lucha por la existencia» en los humanos. El combate entre el «Ario» y el «Semita» es una lucha a muerte». Aún más radicales serán las tesis antisemitas de Georges Vacher de Lapouge que recurre a la craniometría para «demostrarlas».

## Historia

### Periodización
El antisemitismo ha adoptado formas diversas a lo largo del tiempo y estas no siempre son reconocidas como tales. El escritor argentino Ernesto Sabato expresó en 1979 que las formas asumidas por el antisemitismo muchas veces son completamente incongruentes entre sí:

Violando [...] la lógica aristotélica, el antisemita dirá sucesivamente—y aún simultáneamente—que el judío es banquero y bolchevique, avaro y dispendioso limitado a su gueto y metido en todas partes. [...] La judeofobia es de tal naturaleza que se alimenta de cualquier manera. El judío está en una situación tal que cualquier cosa que haga o diga, servirá para avivar el resentimiento infundado.
Sabato, Apologías y rechazos, 1979.

Las acusaciones contra los judíos son fundamentalmente contradictorias:

Los judíos fueron acusados por los nacionalistas de ser generadores del comunismo; por los comunistas de regir el capitalismo. Si viven en países no judíos, son acusados de dobles lealtades; si viven en el país judío, de ser racistas. Cuando gastan su dinero, se les reprocha ser ostentosos; cuando no lo gastan, ser avaros. Son tildados de cosmopolitas sin raíces o de chauvinistas empedernidos. Si se asimilan al medio, se les acusa de quintacolumnistas, si no, de recluirse en sí mismos.
Perednik, España descarrilada, 2005

Los especialistas suelen distinguir tres épocas claramente diferenciables en la historia del antisemitismo, que ha dado lugar a tres tipos de naturaleza bien distinta: 
- Antisemitismo religioso o antijudaísmo: el cristianismo, que comenzó como movimiento dentro del judaísmo, demonizó al judío a través de toda clase de libelos y fomentó durante siglos el odio antijudío por toda Europa. Además de la hostilidad religiosa, se produjeron las conversiones a la fuerza, que dieron lugar al fenómeno del marranismo. Las persecuciones normalmente tuvieron carácter local. Muchos judíos expulsados se instalaron en tierras del islam, donde corrieron distinta suerte según lugares y épocas, desde la tolerancia legal como grupo social inferior (véase dhimmi) hasta eventuales persecuciones y matanzas, pero en general no sufrieron el acoso al que se vieron sometidos sus correligionarios europeos, ni se les obligó de forma directa a convertirse a la fe musulmana (aunque hay documentadas conversiones forzosas), si bien la situación de inferioridad y de indefensión eran una invitación a convertirse al islam.[2]
- Antisemitismo racial o antisemitismo (propiamente dicho): Esta es la forma más letal. A finales del siglo XIX, cuando los prejuicios religiosos comienzan a quedar desacreditados gracias al liberalismo y a las ideas de la Ilustración, surge en Alemania y después en Francia una nueva fase del antisemitismo –el antisemitismo por antonomasia–, esta vez vinculado a la noción de raza y a la construcción de las naciones, sin connotaciones religiosas, sino nacionalistas y racistas, y circunscrito principalmente a Europa. Tuvo su máxima expresión durante el nazismo.
- Antisemitismo ideológico o neoantisemitismo: Tras conocerse el Holocausto y después del Concilio Vaticano II, el antisemitismo tradicional, basado en la raza o en la religión, prácticamente había desaparecido. Según algunos autores, surge entonces un nuevo antisemitismo,[27] que esta vez estaría asociado a la nueva izquierda postsesentayochista y al mundo islámico, y se centra en la legitimidad del Estado de Israel y del conflicto territorial en Oriente Medio. A juicio de los autores que propugnan el concepto, este nuevo antisemitismo «demoniza» el sionismo (al convertirlo en sinónimo de «colonialismo», «imperialismo», «supremacismo» y «racismo») y a «Israel» (como abstracción que encarna nuevamente el mal absoluto, el «judaísmo mundial» y lo «eterno judío»). Aunque no todo el antisionismo es antisemita, este concepto ha servido como refugio de un nuevo antisemitismo.

Jerome Chanes señala seis fases en la historia del desarrollo del antisemitismo:
1. Antijudaísmo precristiano en la Grecia y Roma antigua el cual era inicialmente de naturaleza étnica.
2. Antisemitismo cristiano en la antigüedad y en la Edad Media cuya base era primeramente religiosa y se extendió hasta los tiempos modernos.
3. Antisemitismo tradicional musulmán el cual en un principio estaba basado en que los judíos eran una clase protegida.
4. Antisemitismo político, social y económico en la Ilustración y Post-Ilustración europea el cual sentó la base del antisemitismo racial.
5. Antisemitismo racial el cual emergió en el siglo XIX y culminó con el Nazismo en el siglo XX.
6. Antisemitismo contemporáneo el cual ha sido denominado por algunos como Neoantisemitismo.

Chanes sugiere que estas seis fases pueden anexarse en tres categorías: «antisemitismo antiguo», el cual fue primeramente de carácter étnico; «antisemitismo cristiano», de base religiosa; y el «antisemitismo racial» de los siglos XIX y XX.
El rabino Dr. Fishel Szlajen en su trabajo Del Antisemitismo religioso al étnico y racial como antesala de la Shoá ha sostenido que si bien el antisemitismo data desde la época bíblica, atravesando el mundo helénico y romano, el más influyente fue el antijudaísmo cristiano, basado en la Teoría del Reemplazo desarrollada entre otros por Tertuliano (siglos II-III d. C.), que más tarde se transformó en secular-étnico (siglos XVII-XVIII), posteriormente en racial (siglos XIX-XX), y en la actualidad en político mediante el antisionismo (siglo XXI).

### Antijudaísmo

#### El mundo antiguo
El primer ejemplo de antijudaísmo se remonta a Alejandría en el siglo III a. C.
Alejandría era durante este período, el hogar de la mayor comunidad judía en la diáspora, y el lugar donde fue creada la Septuaginta, traducción griega de la Biblia hebrea. Manetón, un historiador y sacerdote egipcio de esa era, escribió sobre los judíos refiriéndose a ellos de forma humillante, dando cuerpo a los odios populares. Consideraba a los judíos descendientes de los hicsos usurpadores, los llamó «tribu de leprosos» y decía que fueron expulsados por sus sacrilegios y su impiedad, ya que fueron enseñados por Moisés a «no adorar a los dioses». Los describió como seres retardados, leprosos, a quienes los egipcios arrojaron de su país por el temor de que contaminasen su población. Estos temas se repiten en Queremón de Alejandría, Lisímaco, Posidonio, Apolonio Molón, y en Apión y Tácito. Agatárquidas de Cnido puso en ridículo las prácticas de los judíos y «lo absurdo de su ley», burlándose de la forma en que Ptolomeo I logró invadir a Jerusalén en el año 320 a. C. como consecuencia de que sus habitantes estaban honrando el Sabbat. Sobre esta base, los orígenes del antisemitismo se pueden remontar a Egipto, desde donde se difundiría por "la difusión griega de los prejuicios del antiguo Egipto".
Uno de los primeros decretos antijudíos fue promulgado por Antíoco IV Epífanes aproximadamente entre 167-170 a. C., provocando la revolución de los Macabeos en Judea.
El filósofo judío Filón de Alejandría describe un ataque en contra de los judíos de Alejandría en el año 38 d. C. en el cual murieron cientos de judíos. La violencia en Alejandría puede haber sido causada por el retrato de los judíos como misántropos. Tcherikover argumenta que la razón del odio contra los judíos en el período helenístico fue su separación en las ciudades griegas, las polis. Sin embargo, Bohak ha argumentado que la hostilidad temprana en contra de los judíos no puede ser considerada como antijudía o antisemita salvo que tenga origen en actitudes sostenidas solamente en contra de los judíos, y que los griegos han mostrado hostilidad en contra de cualquier grupo considerados como bárbaros. En muchas obras de los griegos y romanos se pueden encontrar declaraciones en contra de los judíos y su religión. Edward Flannery ha escrito que lo que señaló a los judíos fue su negación en aceptar las normas sociales y religiosas griegas. Hecateo de Abdera, un historiador griego del siglo III a. C., escribió que Moisés «como recuerdo del exilio de su pueblo, les instruyó una forma de vida misántropa e inhóspita". Edward Flannery describe al antisemitismo en los tiempos antiguos como esencialmente cultural, tomando la forma de xenofobia nacionalista en el ambiente político».
Existen ejemplos de gobernantes helenísticos que han profanado el Templo de Jerusalén y prohibido las prácticas religiosas judías, tales como la circuncisión, la conservación del Sabbat, el estudio de libros judíos religiosos, etcétera. Otro ejemplo puede encontrarse en las revueltas antijudías en Alejandría en el siglo III a. C.
La diáspora judía en la isla Elefantina del Nilo, la cual fue fundada por mercenarios, también experimentó la destrucción de su Templo en el año 410 a. C.
Las relaciones entre el pueblo judío y los ocupantes del Imperio Romano eran muchas veces antagónicas y tenían serias rebeliones como resultado. Según Suetonio, el emperador Tiberio expulsó a los judíos romanos que habían ido a vivir allí. El historiador Edward Gibbon señala al año 160 d. C. como un período más tolerante en las relaciones judío-romanas. Sin embargo, una vez en que el cristianismo se convirtió en la religión oficial del Imperio Romano, empeoró la actitud del Estado en contra de los judíos.
James Carroll afirma: «Los judíos representaban el 10 % de la población total del Imperio Romano. Sobre la base de esta proporción, si no hubieran intervenido factores tales como pogromos y conversiones, hoy día debería de haber 200 millones de judíos en el mundo en lugar de alrededor 13 millones».
En conclusión, «antes del cristianismo, no parece que haya habido que lidiar con un odio estructurado en forma de discurso. (…) Parece ser que, en la Antigüedad, los egipcios detestaron a los judíos; los griegos más bien los despreciaron, en razón de su fuerte apego por el politeísmo, que para ellos era un signo de civilización; y a los romanos les despertaron inquietud, pues su religión ejercía un profundo atractivo».

#### Persecuciones en la Edad Media
Desde el siglo IX d. C., el mundo islámico medieval ha clasificado a los judíos (y cristianos) como dhimmi, y ha permitido a los judíos practicar su religión más libremente que en la Europa Cristiana Medieval. Bajo la ley islámica, hasta fines del siglo XI fue una era de oro en la cultura judía de España. Esta etapa culminó cuando en la península ibérica tuvieron lugar pogromos musulmanes en contra de los judíos, incluyendo los pogromos ocurridos en Córdoba en el año 1011 y en Granada en el año 1066. Numerosos decretos que ordenaban la destrucción de sinagogas fueron propagados también en Egipto, Siria, Irak y Yemen desde el siglo XI. Además, los judíos fueron forzados a convertirse al islam o a enfrentarse a la muerte en algunos lugares de Yemen, Marruecos y Bagdad entre los siglos XII y XIII.
Los almohades, quienes tomaron el control de los territorios almorávides de Magreb y andaluces en el año 1147, eran aún más fundamentalistas en su perspectiva a comparación de sus procederes, y trataron a los dhimmi con dureza. Muchos judíos y cristianos emigraron ante la opción entre la muerte o la conversión. Algunos, como la familia de Maimónides, huyeron hacia el Oriente, territorios musulmanes más tolerantes, mientras que otros fueron hacia el norte asentándose en los reinos cristianos en crecimiento.
La persecución en contra de los judíos tuvo lugar en numerosos lugares de Europa durante la Edad Media, a través de libelos de sangre, expulsiones, conversiones forzadas y masacres. La justificación principal de los perjuicios en contra de los judíos en Europa era de base religiosa. 
La persecución alcanzó su primer pico durante las Cruzadas. En la primera cruzada (1096) cientos y miles de judíos fueron asesinados con la llegada de las cruzadas. Este fue el primer arranque cristiano de violencia antijudía en Europa fuera de España y fue citado por los sionistas en el siglo XI como la necesidad de un Estado de Israel.
En las segundas cruzadas (1147) los judíos en Alemania fueron objetos de numerosas masacres. Los judíos fueron también objetivos en los ataques de las cruzadas de los pastorcillos entre los años 1251 y 1320. Las cruzadas fueron sucedidas por expulsiones, entre ellas, la expulsión de todos los judíos ingleses en el año 1290; la expulsión de 100 000 judíos de Francia en el año 1396; y la expulsión de miles de judíos de Austria en el año 1421. Muchos de los judíos expulsados huyeron a Polonia.
En la Europa medieval y renacentista, uno de los mayores factores que contribuyeron al aumento del sentimiento antisemita y a las acciones legales entre las poblaciones cristianas fue la fervorosa predicación popular de las reformas de las órdenes religiosas, los franciscanos (especialmente Bernardino de Feltre) y los dominicos (especialmente Vincent Ferrer), quienes recorrieron Europa y promovieron el antisemitismo a través de sus feroces advocaciones emocionales.
A medida que la epidemia de peste negra iba devastando a Europa a mediados del siglo XIV, causando la muerte de una gran parte de la población, los judíos fueron usados como chivo expiatorio. Los rumores esparcieron que estos eran los causantes de la peste a través del envenenamiento premeditado de las fuentes de agua. Cientos de comunidades judías fueron destrozadas. Aunque el papa Clemente IV trató de protegerlos mediante la emisión de dos bulas papales en el año 1348, 900 judíos fueron quemados vivos en Estrasburgo, ciudad que todavía no había sido afectada por la plaga.

#### ElsigloXVII
Entre mediados y fines del siglo XVII, la Mancomunidad de Polonia-Lituania (República de las Dos Naciones) fue devastada por numerosos conflictos, en los cuales la mancomunidad perdió un tercio de su población (aproximadamente tres millones de personas), y miles de judíos se encontraban entre ellos. El primero de estos conflictos fue la Rebelión de Jmelnytsky, cuando los partidarios del atamán Bohdán Jmelnytsky masacraron a decenas de miles de judíos en las áreas del este y del sur controladas por este último (hoy día Ucrania). El número preciso de los muertos nunca será sabido, pero la disminución de la población de esta época está estimada entre 100 000 y 200 000 personas, la cual también incluye la emigración, defunción por enfermedades y el cautiverio en el Imperio Otomano.
Los inmigrantes europeos a los Estados Unidos han llevado el antisemitismo a dicho país a comienzo del siglo XVII. Peter Stuyvesant, el gobernador danés de Nueva Ámsterdam, puso en práctica planes para impedir el asentamiento de los judíos en esta ciudad.
Durante la época colonial, el gobierno estadounidense limitó los derechos políticos y económicos de los judíos. Solo después de la revolución estadounidense éstos obtuvieron derechos legales, incluyendo el derecho del voto. Sin embargo, las restricciones para los judíos en Estados Unidos nunca fueron tan estrictas como en Europa.

#### Ilustración
En 1744, Federico II el Grande de Prusia limitó el número de judíos que tenían permitido vivir en Breslavia a solo familias judías «protegidas» y alentó a una práctica similar en otras ciudades de Prusia. En 1750 los judíos «protegidos» fueron puestos ante la alternativa de «abstenerse del matrimonio o abandonar Berlín».
María Teresa I de Austria, la archiduquesa de Austria fue posiblemente la monarca más antisemita de la época ya que heredó todos los prejuicios tradicionales de sus antepasados a los que agregó otros nuevos debido a su profunda devoción religiosa. En 1750, ordenó a los judíos abandonar Bohemia, pero luego cambió de postura con la condición de que los judíos pagaran por su readmisión cada diez años. Esta extorsión es conocida como Malkegeld (del yidis, dinero de la reina). En 1752, introdujo la ley que limitaba a los judíos a tener un solo hijo. En 1777 escribió sobre los judíos: «No conozco mayor plaga que esa raza debido a que su falsedad, su usura y su avaricia nos está llevando a la ruina. Por lo tanto, en la medida de lo posible, los judíos deben ser aislados y evitados.» En 1782, José II de Habsburgo abolió la mayoría de las prácticas de persecución en el Toleranzpatent, con la condición que el yidis y el hebreo fueran eliminados de los registros públicos y que la autonomía judicial fuera anulada. Moses Mendelssohn escribió que «Dicha tolerancia… es un juego aún más peligroso en la tolerancia que en una persecución abierta».
En 1742, Rusia canceló los derechos a los judíos del imperio y los consideró desde entonces como población extranjera.
En 1772, la emperatriz Catalina II de Rusia forzó a los judíos de la Zona de Asentamiento a quedarse en sus shtetls y les prohibió regresar a los pueblos que habitaban antes de la división de Polonia. Un decreto de 3 de enero de 1792 inició formalmente el régimen de la empalizada de establecimiento, según el cual los judíos estaban autorizados a residir libremente sólo en la parte más occidental del Imperio y sin acercarse a los grandes núcleos urbanos rusos. Esto inició una etapa de antisemitismo informal que degeneró en discriminación violenta en los últimos períodos del Imperio.
De acuerdo con Arnold Ages, «las obras de Voltaire están llenas de comentarios sobre los judíos y el judaísmo y la gran mayoría son negativos». Paul H. Meyers agregó: «No hay duda de que Voltaire, especialmente en sus últimos años, alimentó el violento odio contra los judíos y es igual de cierto que su hostilidad… tuvo un considerable impacto en la opinión pública de Francia». Treinta de los 118 artículos del Diccionario Filosófico de Voltaire estaba relacionado con los judíos y consistentemente los describía en términos negativos.

#### El antijudaísmo islámico en elsigloXIX
El historiador Martin Gilbert escribió que fue en el siglo XIX cuando la posición de los judíos empeoró en los países musulmanes. Benny Morris argumentó que el fenómeno del lanzamiento de piedras a los judíos por los niños musulmanes simboliza dicha degradación. Morris cita a un viajante del siglo XIX: «He visto a un hombrecillo de seis años de edad, con una tropa de niños de solo tres y cuatro años enseñándoles a lanzar piedras a un judío, y un pilluelo con la mayor sangre fría avanzó hacia el hombre y escupió literalmente a su gabardina. A todo esto el judío se vio obligado a doblegarse, si golpeaba al mahometano le valdría su vida».
A mediados del siglo XIX, J.J. Benjamín escribió sobre la vida de los judíos de Persia, describiendo condiciones y creencias que se remontaban al siglo XVI: «… ellos son obligados a vivir en partes separadas de las ciudades… Bajo el pretexto de ser impuros, son tratados con mucha severidad y en caso de entrar a una calle, habitada por musulmanes, son hostigados por los jóvenes y la muchedumbre con piedras y suciedad…».

### Antisemitismo

#### El antisemitismo contemporáneo o moderno

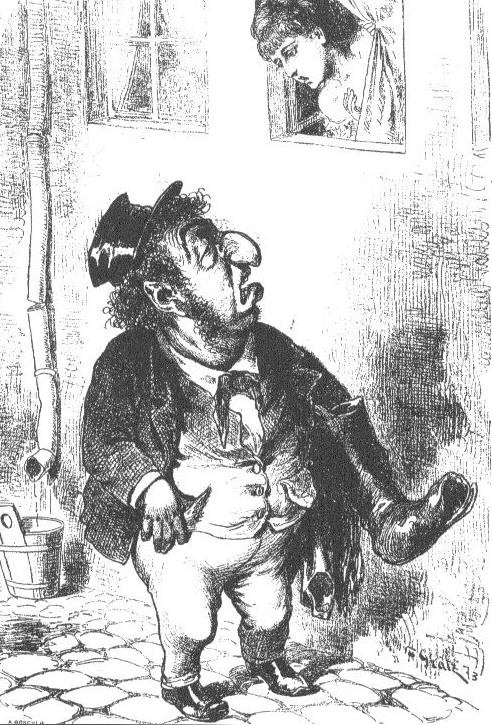
Caricatura antisemita austrohúngara de 1873.

Con el término antisemitismo contemporáneo —también llamado antisemitismo moderno—, se hace referencia al antisemitismo surgido en la segunda mitad del siglo XIX en Europa y que presenta importantes novedades respecto al antijudaísmo cristiano de los siglos anteriores. La primera es que los judíos son considerados como los enemigos de todo el género humano —no solo de Cristo y de su Iglesia, aunque esa percepción se mantiene— ya que, según los nuevos antisemitas, los judíos han puesto en marcha una gran conspiración mundial destinada a dominar a todos los pueblos de la tierra. La segunda es la propia definición del judío, que deja de ser identificado con un grupo religioso, para pasar a serlo de una "raza", aunque estos nuevos antisemitas no dejarán de recurrir a las viejas acusaciones contra los judíos —como profanadores de hostias o autores de crímenes rituales— propias de la tópica imagen diabólica medieval del judío que sigue viva en el antisemitismo contemporáneo.
Según el historiador español Gonzalo Álvarez Chillida el nuevo antisemitismo se explica por el cambio de la posición de los judíos en el seno de las sociedades europeas occidentales tras las revoluciones liberales que pusieron fin a las discriminaciones legales que sufrían —sin embargo, en la Europa oriental, con Rusia a la cabeza, se mantuvieron—. Así «las viejas comunidades judías, discriminadas y encerradas en sus guetos» pasaron a ser comunidades florecientes y emancipadas cada vez más integradas en la sociedad gentil y con algunos de sus miembros experimentando un rápido ascenso social, como los banqueros Rothschild. Es precisamente este ascenso de los «antiguos parias del gueto» lo que provoca en gran medida la reacción antisemita de ciertos sectores. «En una época de crisis de las identidades tradicionales y construcción de las nuevas nacionales, se produjo el rechazo del judío advenedizo que deseaba integrarse, borrando las viejas barreras».
En la elaboración del mito de la conspiración judía desempeñó un papel esencial la novela Coningsby (1844) de Benjamin Disraeli —el futuro primer ministro británico que era de origen judío pero desconocía la religión y la cultura hebreas— en la que se habla de la existencia de un gobierno mundial secreto de los judíos que controla a los gobiernos, domina las finanzas y maneja a su antojo a los socialistas y a los revolucionarios, y hasta a los jesuitas. Otro jalón en la construcción del mito fueron las actividades de la Alliance Israelite Universelle fundada por los judíos franceses para ayudar a las comunidades judías perseguidas o en dificultades, que alimentó la idea del judío cosmopolita sin patria que sólo se mueve en defensa de sus propios intereses y cuyo fin es dominar el país que lo acoge.
Es en las décadas de 1870 y 1880 cuando el antisemitismo contemporáneo se desarrolla en Alemania, Austria-Hungría, Rusia, Francia e Italia. En Alemania es donde adquiere un carácter más claramente racista, mientras que en el resto de los países predominó el de raíz cristiana. En Francia fue la publicación de la obra «La Francia judía» de Édouard Drumont la que impulsó el movimiento antisemita —el libro tuvo 145 ediciones en menos de dos años, y cincuenta más hasta 1914— que alcanzó su cenit en la última década del siglo con motivo del affaire Dreyfus.
El nacimiento del mito de la superioridad de la «raza aria» sobre la «raza semítica»
A mediados del siglo XIX aparece en Europa el mito de la superioridad de la «raza» indoeuropea o aria sobre la «raza» semítica a partir de los trabajos de filología histórica que distinguen dos grandes familias de lenguas: las lenguas indoeuropeas y las lenguas semíticas. En Francia Ernest Renan publica en 1855 su Histoire générale et système comparé des langues sémitiques en cuya introducción afirma: «A la raza semítica se le reconocen casi únicamente caracteres negativos». De esta forma Renan, según Pierre-André Taguieff, es «el verdadero fundador del antisemitismo erudito [antisémitisme savant] en Francia, un antisemitismo no político, estrictamente especulativo, que no hace ningún llamamiento a una persecución».
Unos años después el determinista biológico-racial Jules Soury afirma que los cerebros de «arios» y de «semitas» no son iguales y que el «espíritu semítico» no es capaz de sentir generosidad, idealismo, sentido del honor, patriotismo, etc. La «lucha de las razas», según Soury, es la principal manifestación de la «lucha por la existencia», por lo que el combate entre el «Ario» y el «Semita» es una lucha a muerte.
Más radical es Georges Vacher de Lapouge cuando considera a los judíos como los enemigos más temibles. Afirma que «el único oponente peligroso del Ario en el presente es el Judío», pero según él, los judíos están destinados a ser vencidos porque son incapaces del «trabajo productivo», están desprovistos de «sentido político» y de «espíritu militar».

#### ElsigloXIX
En 1850 el compositor alemán Richard Wagner publicó Das Judenthum in der Musik (El judaísmo en la música) bajo el seudónimo de K. Freigedank (K. Librepensamiento). El artículo comenzó con un ataque a los compositores judíos, particularmente a los contemporáneos (y adversarios) de Wagner Felix Mendelssohn y Giacomo Meyerbeer, pero se expandió a acusar a los judíos de ser un elemento dañino y extraño en la cultura alemana.
También puede verse antisemitismo en los cuentos de los hermanos Grimm, publicados entre 1812 y 1857. Los judíos son principalmente caracterizados como los villanos de la historia, como en Un buen negocio y El judío en las espinas.
A mediados del siglo XIX se vio un continuo acoso a los judíos, especialmente en el este de Europa bajo la influencia zarista. Por ejemplo, en 1846, 80 judíos acometieron al gobernador de Varsovia para conservar el derecho de usar su vestimenta tradicional, pero fueron inmediatamente amonestados cortándoles el pelo y la barba forzadamente.
El político alemán Wilhelm Marr es conocido por haber sido el «padre» del antisemitismo moderno, al privilegiar las supuestas características raciales de los judíos frente a las religiosas. Es el responsable de haber popularizado el término antisemitismo en 1881.
En 1889, el periodista francés Édouard Drumont funda la Liga Antisemita de Francia. La liga organizaba manifestaciones antisemitas, distribuyó panfletos y carteles en periodos electorales.
En Estados Unidos, figuras influyentes tales como Walt Whitman toleraban el fanatismo contra los judíos. Durante el tiempo en el que estuvo como editor del Brookling Eagle (1846-1848), el periódico publicó bosquejos históricos en los cuales trazaban a los judíos en una forma negativa.

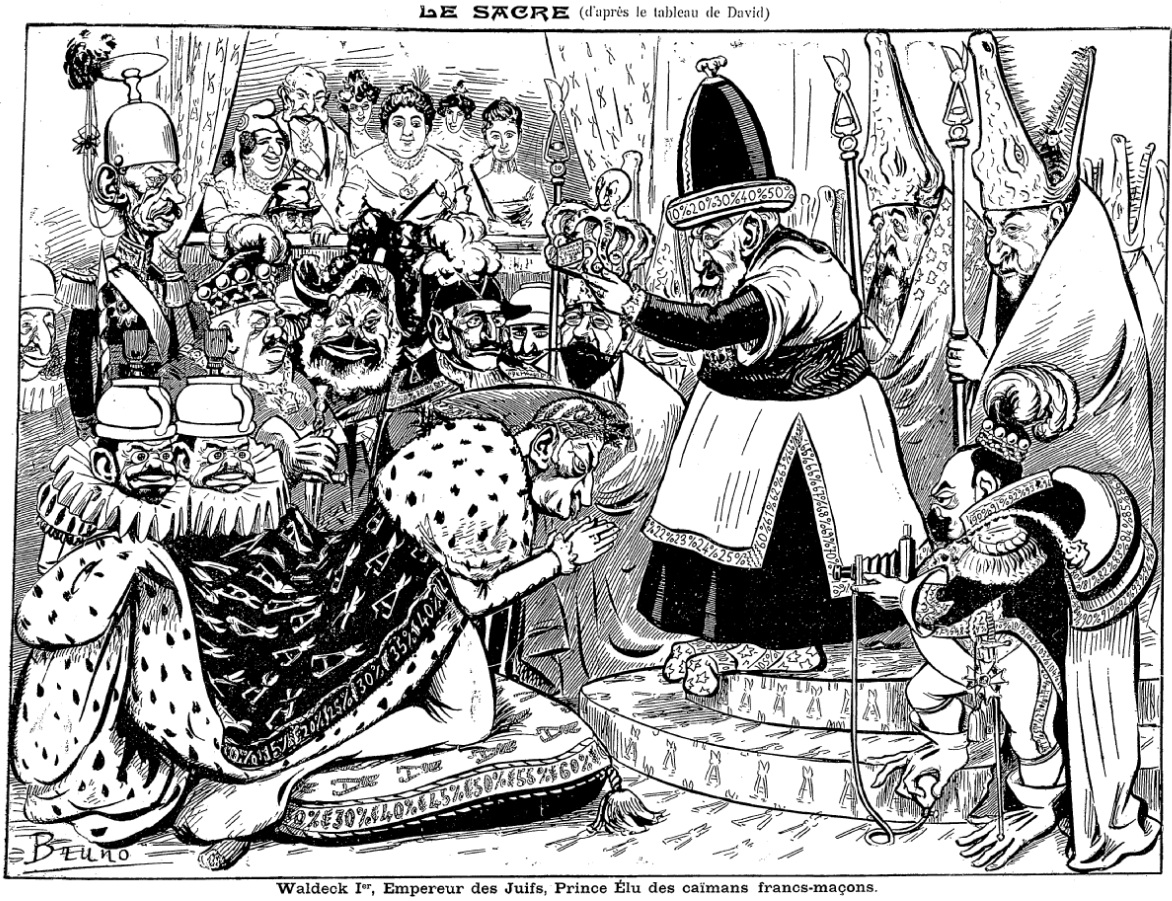
Caricatura antisemita y antimasónica francesa de 1903 en la que aparece el presidente del gobierno francés Pierre Waldeck-Rousseau siendo coronado «Emperador de los judíos, Príncipe Electo de los caimanes francomasones» por el gran rabino de Francia Zadoc Kahn. Los testigos son los políticos dreyfusards, entre los que se encuentra el propio capitán Alfred Dreyfus. Al fondo en la tribuna se puede ver al banquero judío Alphonse Rothschild, acompañando al presidente de la República Emile Loubet.

El Caso Dreyfus fue un evento antisemita a finales del siglo XIX y a comienzo del siglo XX. Alfred Dreyfus, capitán del ejército francés, fue acusado en 1894 de revelar datos confidenciales a los alemanes. Como consecuencia de estos cargos, Dreyfus fue condenado y sentenciado a cadena perpetua en la Isla del Diablo por delito de alta traición. En 1896, el coronel Georges Picquart, jefe del servicio de contraespionaje, comprobó que el verdadero espía había sido el comandante Ferdinand Walsin Esterhazy. El hecho causó un gran revuelo entre los franceses, con la elección pública de si Dreyfus era culpable o no. El Estado Mayor se negó, sin embargo, a reconsiderar su decisión y sacó a Picquart de Francia destinándolo al norte de África. El escritor Émile Zola acusó al ejército de corromper el sistema judicial francés. Sin embargo, el consenso general sostenía que Dreyfus era culpable: el 80 % de la prensa de Francia lo condenaba.
En 1898, el Tribunal Supremo reanudó el caso, Dreyfus fue condenado otra vez, aunque a diez años de trabajos forzados, pero mencionando que existían «circunstancias atenuantes». En 1906 su inocencia fue reconocida oficialmente por la Corte de Casación a través de una sentencia que anuló el juicio de 1899 y Dreyfus fue reintegrado al ejército con el rango de Comandante.
Sin embargo, la actitud mayoritaria de la población de Francia revela el antisemitismo subyacente de tal período.
Adolf Stoecker, sacerdote luterano, fundó en 1878 el partido político antisemita y antiliberal llamado el "Partido Cristiano Social Obrero". Este partido siempre se mantuvo pequeño y su apoyo disminuyó luego de su muerte, y la mayoría de sus miembros se unieron a grupos conservadores más grandes, como el Partido Nacional Popular Alemán.
Algunos estudios consideran al ensayo de Karl Marx "Sobre la cuestión judía" como antisemita, argumentando que en sus escritos utilizó epítetos antisemitas. Estos estudios argumentan que en sus ensayos Marx equipara al judaísmo con el capitalismo. Algunos hasta sostienen que los ensayos influyeron al Nacional Socialismo y al antisemitismo soviético y árabe. El propio Marx tenía ascendencia judía, y Albert Lindemann y Hyam Maccoby sostienen que estaba avergonzado de su ascendencia. Otros argumentan que Marx apoyaba consistentemente a familias judías de Prusia a conseguir igualdad de derechos políticos. Estos estudios argumentan que "Sobre la cuestión judía" es una crítica a los argumentos de Bruno Bauer en los cuales los judíos deben convertirse al cristianismo antes de ser emancipados, y es en general una crítica sobre los discursos de los derechos liberales y el capitalismo.

#### ElsigloXX
Entre 1900 y 1924, aproximadamente 1.75 millones de judíos migraron a Estados Unidos, la mayor parte era proveniente de Europa del Este. Antes del año 1900 los judíos estadounidenses formaban menos del 1 % de la población pero alrededor del año 1930 formaban alrededor del 3,5 % de la población. Este aumento, combinado con la movilidad ascendente de algunos judíos, contribuyó al resurgimiento del antisemitismo. En la primera mitad del siglo XX, en Estados Unidos, los judíos eran discriminados en cuanto a empleos, acceso a las zonas residenciales y centros de recreo, membresías a clubes y organizaciones, y también en los cupos de inscripción y posiciones de enseñanza en los colegios y universidades. En el año 1915, el linchamiento de Leo Frank por una notable multitud de ciudadanos en Marietta, Georgia focalizó el antisemitismo en los Estados Unidos. Dicho caso también fue utilizado para obtener el apoyo a la renovación del Ku Klux Klan, el cual había estado inactivo desde el año 1870.
A comienzos del siglo XX, el juicio de Beilis en Rusia simbolizó los incidentes de los libelos de sangre en Europa. Los cristianos utilizaban las denuncias en contra de los judíos que los acusaban de matar a los cristianos como justificación para el asesinato de judíos.
El antisemitismo en Estados Unidos alcanzó su cima durante el periodo de entreguerras. El pionero de la industria automotriz Henry Ford propagó ideas antisemitas en su periódico The Dearborn Independent (publicado por Ford desde el año 1919 hasta el año 1927). Los discursos en la radio del padre Coughlin a finales del año 1930 atacaron al New Deal (Nuevo Trato) de Franklin D. Roosevelt y promovieron la idea de una conspiración financiera judía. Algunos de los políticos destacados compartían estas opiniones: Louis T McFadden, presidente del Comité de la Cámara de Representantes para la Banca y la Moneda, aseguraba que los judíos controlaban la economía estadounidense, y que los Estados Unidos debía escoger entre ‘Dios y los cambistas de dinero que se llevan nuestro oro y nuestro dinero legítimo’. Este mismo culpó a los judíos a causa de la decisión de Roosevelt de abandonar el patrón de oro y afirmaba que «en los Estados Unidos de hoy, los gentiles tienen pedazos de papel mientras que los judíos tienen todo el dinero legítimo».
A comienzo del año 1940, el aviador Charles Lindbergh y numerosos estadounidenses destacados llevaron a cabo el Primer comité estadounidense en oposición a cualquier participación en la guerra contra el fascismo.
Durante la década de 1930, la Federación germano-estadounidense organizó desfiles en Nueva York, en donde sus miembros usaban uniformes nazis y banderas con la esvástica entre las banderas estadounidenses. Con el comienzo de la participación de Estados Unidos en la Segunda Guerra Mundial la mayoría de los miembros de la federación fueron colocados en campos de reclutamiento o fueron deportados a finales de la guerra.
Hubo también disturbios raciales, como en Detroit en el año 1943, los cuales tenían como objetivo el saqueo y el incendio de los negocios judíos.

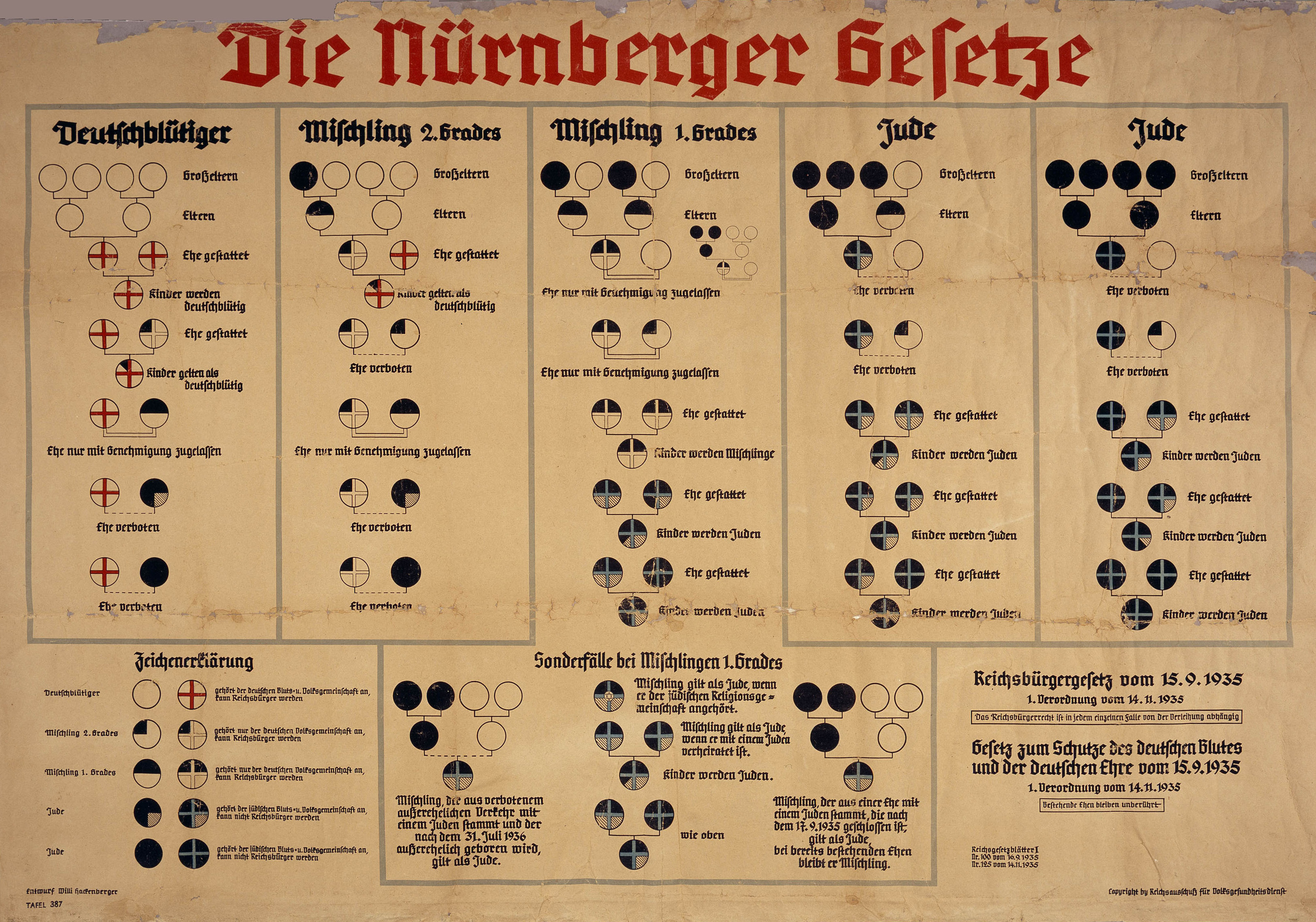
Gráfico publicado por el gobierno nazi en 1935, explicando los esquemas familiares que determinaban la limpieza de sangre.

En Alemania, el nazismo liderado por Adolf Hitler y el partido nazi, el cual alcanzó el poder el 30 de enero de 1933, instituyó una legislación represiva negando derechos civiles básicos a los judíos. Hitler describió en su libro Mi lucha su aversión a los que cree son los males gemelos del mundo: el marxismo y el judaísmo, y manifestaba que su propósito era erradicarlos. En 1935, las Leyes de Núremberg prohibieron las relaciones sexuales y el matrimonio entre «arios» y judíos considerándolo como Rassenschande (vergüenza de la raza) y anularon la ciudadanía a todos los judíos alemanes, incluyendo a los que fueran 1/4 o 1/2 judíos (pasando a convertirse oficialmente en "sujetos del Estado").

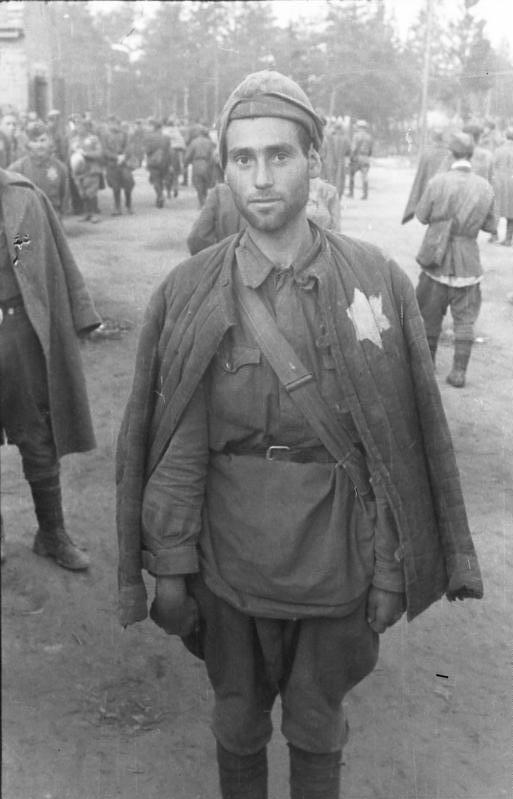
Soldado judío soviético hecho prisionero por el ejército alemán, agosto de 1941. Al menos soldados judíos del Ejército Rojo fueron ejecutados.

En 1936, los judíos fueron eliminados de todas las profesiones, previendo que tuvieran alguna influencia en educación, política, docencia universitaria e industria. Entre la noche del 9 al 10 de noviembre de 1938, tuvieron lugar una serie de pogromos conocidos como La Noche de los cristales rotos (Kristallnacht), en la cual muchos judíos fueron asesinados, sus propiedades fueron atacadas y sinagogas fueron incendiadas.
El movimiento, la propaganda y las leyes antisemitas se fueron esparciendo en Europa bajo la conquista del dominio alemán. En Europa Oriental, el Tercer Reich obligó a los judíos a vivir en guetos como en Varsovia, Cracovia, Leópolis, Lublin y Radomsko.
Después de la invasión de la Unión Soviética en 1941, se llevó a cabo el asesinato masivo, dirigido por los Einsatzgruppen (grupos operativos), dando fin al genocidio sistemático entre los años 1942 y 1945: el Holocausto. Once millones de judíos fueron el objetivo de la exterminación nazi, y aproximadamente seis millones de judíos fueron asesinados.
El antisemitismo fue comúnmente utilizado como un instrumento de conflictos personales, comenzando con el conflicto entre Iósif Stalin y León Trotski y continuando a través de numerosas teorías de conspiración difundidas por la propaganda oficial. El antisemitismo en la Unión Soviética alcanzó nuevas cimas luego del año 1948 durante la campaña en contra los «cosmopolitas desarraigados» (eufemismo de «judío»), en la que numerosos pintores, escultores, poetas y escritores en idioma yidis fueron asesinados o arrestados. Esto culminó en lo que se conoció como el Complot de los médicos (1952-1953). Una propaganda antisemita similar en Polonia provocó la huida del país de los judíos polacos sobrevivientes.
Posteriormente a la guerra, el pogromo de Kielce y los acontecimientos de marzo de 1968 en la Polonia comunista representaron incidentes antisemitas en Europa. La violencia antijudía en la Polonia de la posguerra tiene como tema común los rumores de los libelos de sangre.
En el año 1965, el papa Pablo VI promulgó un decreto papal de disolver el culto a Simón de Trento, y el santuario erigido a este fue desmantelado.

#### Situación actual
En marzo de 2008, un informe del Departamento de Estado de los Estados Unidos estableció que hubo un aumento de antisemitismo alrededor del mundo y que sigue persistiendo tanto la manifestación antisemita antigua como moderna.
Un reporte del año 2012 presentado por la Oficina de Democracia, Derechos Humanos y Trabajo del Departamento de Estado de los Estados Unidos, también ha observado un aumento continuo del antisemitismo en el mundo y estableció que la negación del holocausto y la oposición a la política israelí muchas veces son usadas para promover o justificar al evidente antisemitismo.
En 2018, la Agencia de los Derechos Fundamentales de la Unión Europea entrevistó a 16 395 judíos, y concluyó que el antisemitismo se ha vuelto tan común que la mayoría de las víctimas ya no se molestan en denunciar los incidentes. Otras conclusiones son:
- El 89 % de los encuestados consideran que el antisemitismo en Internet es un problema en su país.
- El 28 % dijeron haber experimentado alguna forma de acoso en los últimos 12 meses, un 2 % fue agredido físicamente.
- El 38 % han considerado la posibilidad de emigrar durante los últimos cinco años preocupados por su seguridad.
- El 95 % de los judíos franceses consideran que el antisemitismo es un problema bastante serio o muy serio.[104]

## Formas de antisemitismo
Algunas de las formas más persistentes del antisemitismo tradicional se basan en estereotipos, calumnias y mitos que han perdurado durante siglos, y que todavía dejan rastro en el lenguaje, en la cultura y en frases hechas. Otras, como el mito del dominio mundial, son formulaciones más modernas y plenamente vigentes. A continuación se citan algunas de las formas de antisemitismo más conocidas:

### Mito del deicidio
El deicidio –el asesinato de Dios– es el mito antisemita más antiguo y el más importante, hasta la irrupción del actual mito sobre la dominación mundial. Su base está en una interpretación trinitaria de Mateo 27:15-25. En este pasaje los habitantes de Jerusalén liderados por el sumo Sacerdote Caifás le exigen a Pilatos que condene a Jesucristo. Según la doctrina de la trinidad, el matar a Jesús equivaldría a matar a Dios mismo hecho carne. El mito del deicidio fue invocado por vez primera por Melitón, obispo de Sardes, hacia el año 150: «Dios ha sido asesinado, el Rey de Israel fue muerto por una mano israelita.» Durante siglos, esto fue repetido, generación tras generación y, aunque nunca fue doctrina oficial de la Iglesia, estaba tan arraigado en los sermones cristianos que el Concilio Vaticano II, en 1965, tuvo que ocuparse de ello. En su declaración Nostra Aetate dispuso que «no puede ser imputado indistintamente ni a todos los judíos que entonces vivían, ni a los judíos de hoy. No se ha de señalar a los judíos como réprobos de Dios y malditos». Gracias al concilio y a las tajantes intervenciones papales (tanto Juan XXIII como Juan Pablo II se opusieron activamente al tradicional antisemitismo), pero también a la pérdida de centralidad de las disputas religiosas en las sociedades occidentales, el mito del deicidio está en franca retirada.

### La traición de Judas
Judas Iscariote ha pasado a la tradición cristiana posterior como el traidor por antonomasia. La animadversión popular hacia el personaje se expresa fielmente en la quema, apedreamiento o linchamiento ritual de numerosos muñecos llamados Judas en Carnaval, Semana Santa, año nuevo u otras fiestas populares en distintas celebraciones de España e Hispanoamérica. Esta animadversión hacia Judas, y también hacia los sacerdotes judíos que contrataron sus servicios, fue desviada para que contribuyera al antisemitismo, facilitando la formación de un estereotipo negativo sobre el pueblo judío. A ello ayudó la semejanza entre el nombre de persona Judas y la palabra judío, término que deriva del nombre del reino de Judá (del hebreo יְהוּדָה, Yehudá, hijo de Jacob). La generalización tuvo éxito a pesar de que evidentemente Judas no era el único judío entre los apóstoles, de que los demás apóstoles judíos no traicionaron a Jesús y de que el propio Jesús fue judío.

### Leyendas antisemitas
Leyendas con carácter antisemita, difundidas en tradiciones occidentales. Entre las más conocidas están la leyenda del judío errante y las leyendas sobre Judas.

### Libelo de sangre
Básicamente, consiste en la acusación de que los judíos asesinan a no judíos (en especial cristianos, o bien niños, tanto propios como ajenos) con el fin de utilizar su sangre en la Pascua o en otros rituales. Hubo cientos de libelos basados en esta creencia, con nuevas variantes que se iban incorporando a lo largo de los siglos. Una primera versión está documentada en 1182 en Zaragoza (España) y acabó incluyéndose en El Código de las siete partidas (1263): «Hemos oído decir que en ciertos lugares durante el viernes Santo los judíos secuestran niños y los colocan burlonamente en la cruz». No eran simples leyendas para entretener a la audiencia: esos mitos ejercieron de desencadenantes de numerosas persecuciones, ensañamientos y crímenes. Las expulsiones de judíos iban precedidas de un clima hostil creado mediante esta clase de libelos.
A pesar de sus variantes, todos los libelos de sangre siguen un esquema parecido:
1. Se encontraba un cadáver (habitualmente un niño y cerca de la Pascua cristiana).
2. Los judíos eran acusados de haberlo asesinado y de usar su sangre con fines rituales (por ejemplo, para amasar el pan ácimo de la Pascua hebrea).
3. Los principales rabinos eran torturados hasta que confesaban el supuesto crimen.
4. El resultado era la expulsión de toda la comunidad judía de esa comarca, o directamente su exterminio.

Este mito ha estado tan arraigado en la cultura religiosa española, que es muy fácil seguir su rastro a través de numerosas iglesias que homenajean a niños supuestamente víctimas de los judíos. La literatura ofrece también numerosas muestras: desde el El niño inocente de La Guardia, de Lope de Vega hasta La rosa de pasión de Gustavo Adolfo Bécquer, ambos sobre el santo niño mártir de La Guardia, el libelo de sangre que precedió a la expulsión de los judíos de 1492.
Otro mito relacionado con el libelo de sangre es el de la «profanación de la hostia», que consistía en acusar a los judíos de robar las hostias de la sacristía con el fin de «atormentarlas» y reeditar el sufrimiento de la pasión y el deicidio. Solía tener igualmente consecuencias nefastas para los judíos en forma de persecuciones y matanzas. Un ejemplo es la celebración en Segovia de una supuesta profanación en 1415 que, se dice, provocó un terremoto y que se saldó con la confiscación de la sinagoga y la ejecución de los rabinos.

### Mito del dominio mundial

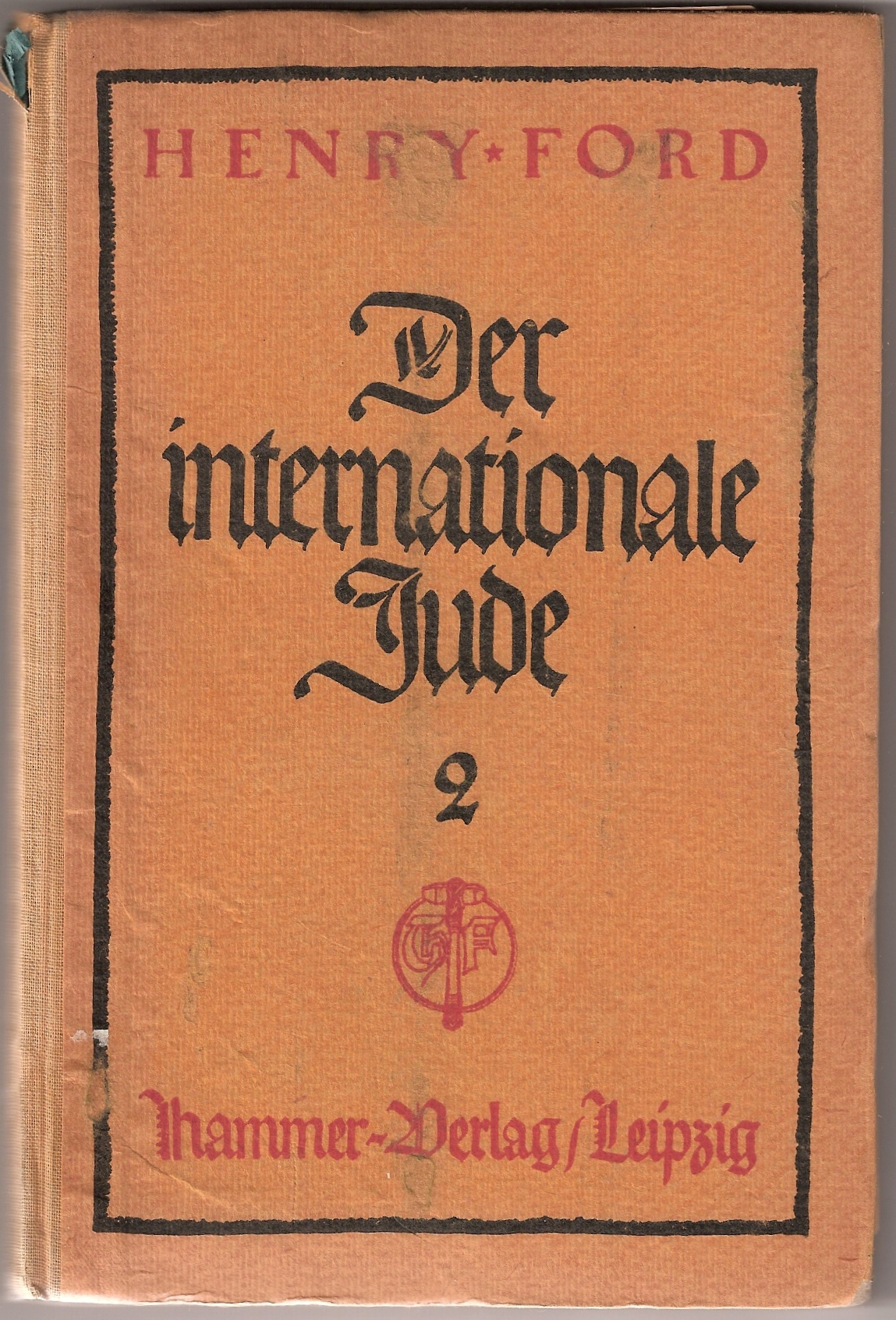
Edición alemana de El judío internacional de Henry Ford.

Ya en 1807 el canónigo jesuita de la Catedral de Notre-Dame, Augustin Barruel, alertó al gobierno francés acerca de un supuesto complot judío internacional «que transformaría iglesias en sinagogas». No obstante, la plasmación más conocida de este mito son Los protocolos de los sabios de Sion, un libelo escrito en 1902 que, pese a que se sabe falso de forma fehaciente, sigue siendo reeditado sin descanso, especialmente en los países árabes. Hay otras variantes muy extendidas del mito del dominio mundial, como son la «conspiración judeomasónica» (utilizada de forma recurrente por el régimen franquista) o la del «lobby judío» (la pretensión de que «los judíos» son un ente homogéneo que actúa coordinadamente a nivel mundial), esta última especialmente vigente entre la izquierda política y, en general, entre los partidarios de las teorías de conspiración.

## Antisemitismo actual

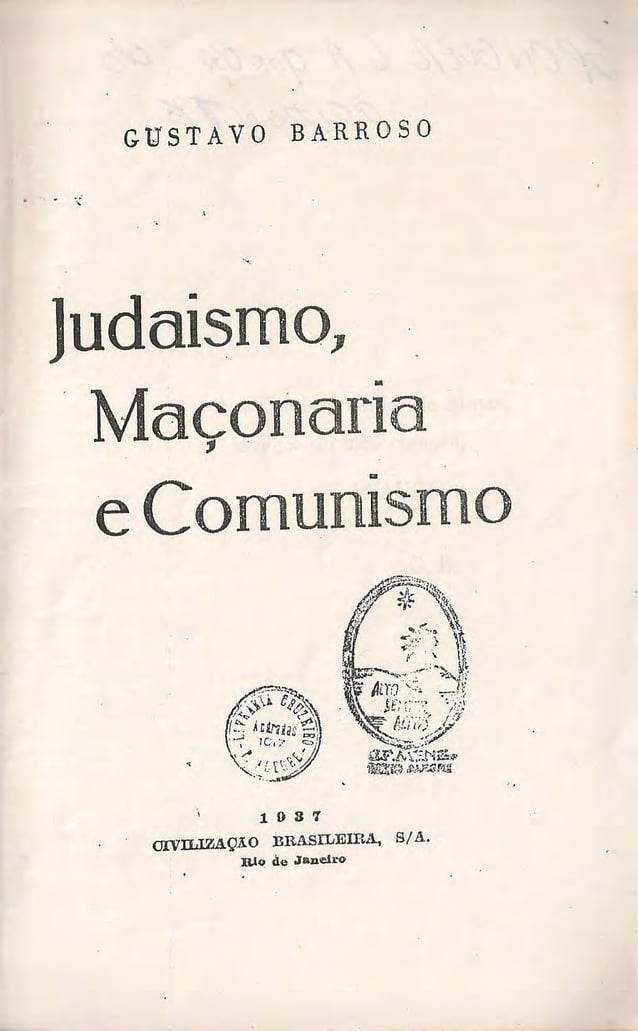
Obra antisemita del abogado y político brasileño Gustavo Barroso, conocido por sus inclinaciones antisemitas.

Durante al año 2013, hubo un aumento de reportes antisemitas mundial. 
La Agencia de Derechos Fundamentales de la Unión Europea (FRA), publicó un estudio sobre la situación del antisemitismo.
El estudio fue realizado en 8 países principales de Europa en los cuales viven el 90 % de la población judía europea, aproximadamente un millón de judíos: Bélgica, Francia, Alemania, Hungría, Italia, Letonia, Suecia y el Reino Unido. En la encuesta participaron casi 6000 personas.
Entre los principales resultados se puede ver que un 76 % de los participantes siente que el antisemitismo empeoró en los últimos 5 años. Según los datos obtenidos en el estudio un 77 % de los hechos de violencia verbal o físicas no son denunciados por la baja probabilidad de que tales denuncias sean tratadas. 38 % de los judíos entrevistados dicen no salir a la calle con símbolos judíos tales como la Estrella de David. El 33 % temen sufrir un ataque antisemita. El 25 % sufrieron durante el último año por lo menos un insulto verbal y el 50 % temen sufrir algún tipo de insulto o acoso a lo largo del siguiente año. Entre los países en los cuales se encuentra el mayor aumento de antisemitismo están Hungría, Francia, Bélgica, y Suecia.
El antisemitismo en Internet, también es un problema de los últimos años. 75 % de los encuestados en el estudio FRA, ven al antisemitismo en sitios de Internet tales como YouTube, blogs y redes sociales entre otros. Esto es un problema latente en sus países y aumentó en los últimos 5 años.
Según el informe anual sobre denuncias de casos de antisemitismo publicado por la Delegación de Asociaciones Israelitas Argentinas (DAIA) en el 2013, el 40 % de los ataques antisemitas fue por Internet, pasando a ser la vía más utilizada, el 19 % fueron en la calle y el 5 % en el ámbito laboral.
En Internet, especialmente en las redes sociales, las teorías antisemitas de conspiración tienen un nuevo canal de difusión. Por ejemplo, en Chile y en Argentina es común ver la difusión en distintas páginas de Internet del Plan Andinia, en el que consta la idea antisemita de que los judíos tienen el plan de conquistar la Patagonia. En Venezuela fue común la difamación también por este medio, que Israel fue el autor intelectual de la muerte de Hugo Chávez.
Fuera de las redes sociales, cabe destacar la existencia de páginas de Internet antisemitas muy populares que funcionan sin perturbación alguna.
A fines del 2013, se propagó en Francia y luego en otros países de Europa y del mundo en general, el Quenelle, gesto creado por Dieudonné M'bala M'bala (brazo extendido hacia abajo como un saludo nazi invertido y el otro brazo cruzado). Dicho gesto se propagó rápidamente a través del internet y principalmente en las redes sociales. Generalmente el gesto es hecho provocativamente en cercanías de judíos o lugares significativos para la religión judía: sinagogas, cementerios, y lugares de conmemoración del Holocausto. Tal gesto ha llegado inclusive al deporte cuando el futbolista de la liga inglesa Nicolas Anelka celebró uno de sus goles con la tal gesto generando una gran polémica.

### África

#### Egipto
En Egipto, el Dar al-Fadhilah publicó una traducción del tratado antisemita de Henry Ford, El judío internacional, con una imagen claramente antisemita en la portada.
El 5 de mayo de 2001, después de que Shimon Peres visitó a Egipto, el periódico Al Akhbar en internet dijo que "la mentira y el engaño no son ajenos a los judíos [...]. Por esta razón, Dios cambió su forma y los convirtió en monos y cerdos".
En julio de 2012, el canal Al Nahar de Egipto engañó a los actores haciéndoles creer que estaban siendo parte de un programa de televisión israelí y filmó sus reacciones cuando les contaron que se trataba de un programa de la televisión israelí. En respuesta, algunos de los actores divulgaron discursos y diálogos antisemitas, y muchos hasta se volvieron violentos. La actriz Mayer El Beblawi dijo que «Alá no maldijo al gusano y a la polilla tanto como maldijo a los judíos», mientras que el actor Mahmoud Abdel Ghaffar tuvo un violento estallido de ira y dijo: «Pusieron a alguien que se asemeja a un judío… Yo odio a los judíos a muerte» después de descubrir que se trataba de una broma.
Después de las elecciones en Egipto, con el ascenso de los Hermanos Musulmanes al gobierno, numerosos judíos optaron por huir del país por temor a ser perseguidos.

#### Libia
En octubre de 2011, el único judío que vivía en Libia, el psicoanalista David Gerbi, abandonó su país natal por las tensiones que generaron manifestaciones antisemitas en Trípoli y Benghazi, que incluyeron un intento por irrumpir en su hotel para sacarlo por la fuerza.

### Asia

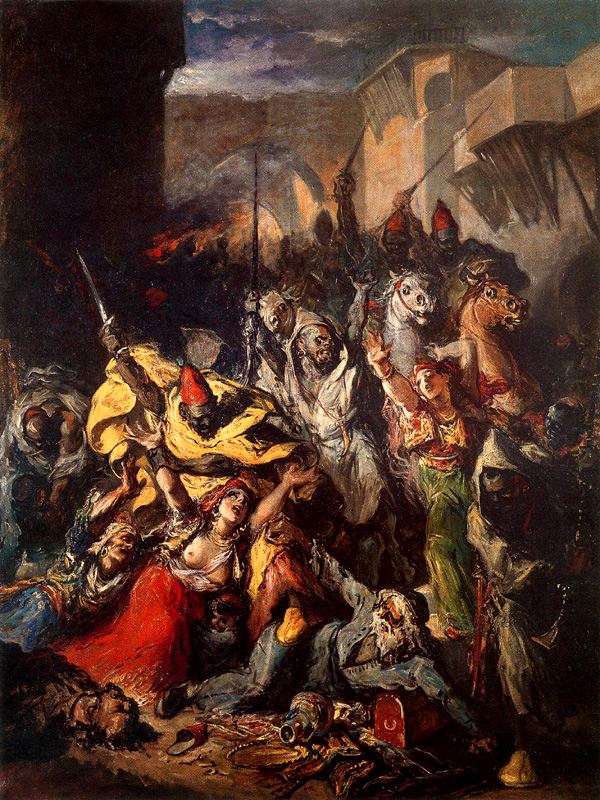
Asalto de moros a un barrio judío, obra de Francisco Lameyer. Óleo sobre lienzo, 133,7 x 103,5 cm, Museo del Prado.

Se cree que el antisemitismo árabe se ha ampliado desde el siglo XIX. Los judíos, al igual que otros grupos minoritarios dentro del mundo musulmán, estaban sujetos a diversas restricciones. El antisemitismo en el mundo árabe ha aumentado considerablemente en los tiempos modernos, por muchas razones: la descomposición del Imperio Otomano y la sociedad islámica tradicional; la influencia europea, provocada por el imperialismo occidental y árabes cristianos, la propaganda nazi, el resentimiento por el nacionalismo judío (véase el sionismo); y el auge del nacionalismo árabe. El surgimiento del Islam político durante la década de 1980 en adelante, proporcionó una nueva forma del antisemitismo islámico, la cual le dio al odio contra los judíos un componente religioso.
En una encuesta llevada a cabo en el 2011 y realizada por el Pew Research Center, mostró que todos los países del Medio Oriente con mayoría musulmana que han sido encuestados sostienen puntos de vista fuertemente negativos sobre los judíos. En el interrogatorio, sólo el 2 % de los egipcios, el 3 % de los libaneses musulmanes, y el 2 % de los jordanos declararon tener una visión positiva sobre los judíos. Países de mayoría musulmana fuera del Medio Oriente mostraron opiniones negativas similares, y tan solo el 4 % de los turcos y el 9 % de los indonesios ven a los judíos de una manera favorable.
De acuerdo con una exposición realizada en el 2011 en el Museo del Holocausto de Washington en Estados Unidos, algunas de las retóricas de los medios de comunicación del Medio Oriente y de los comentaristas acerca de los judíos tienen un sorprendente parecido con la propaganda nazi.
Los clérigos musulmanes en el Medio Oriente se han referido con frecuencia a los judíos como descendientes de los monos y los cerdos, los cuales son epítetos convencionales para Judíos y cristianos.
Según el profesor Robert Wistrich, director del Centro Vidal Sassoon (SICSA), el llamamiento a la destrucción de Israel por parte de Irán o Hamás, Hezbolá, la Yihad Islámica, o los Hermanos Musulmanes, representan un modo moderno del antisemitismo genocida.

#### Arabia Saudita
En el 2004, la página web de la comisión suprema de Turismo de Arabia Saudita inicialmente declaró que no se concederán visas de turista a los judíos para entrar al país. La embajada de Arabia Saudita en los Estados Unidos renegó de la declaración, la que más tarde terminó siendo eliminada.
En el 2001, la Radio y Televisión Árabe de Arabia Saudita produjo una miniserie de televisión de 30 capítulos titulada Jinete sin Caballo, una dramatización de Los Protocolos de los Sabios de Sion. Un periódico del gobierno de Arabia Saudita aclamó que el odio a los judíos es justificable.
Libros de texto saudíes calumnian a los judíos (y a los cristianos y wahabíes no musulmanes): según The Washington Post, los libros de texto saudíes, aclamados por ellos mismos de estar totalmente limpios de antisemitismo, todavía llaman simios a los judíos (y a los cristianos, cochinos); exigen a los estudiantes a evitar y no hacerse amigos de los judíos; afirman que los judíos adoran al diablo; y alientan a los musulmanes a participar en la Yihad para vencer a los judíos.
El Centro para la Libertad Religiosa de Freedom House analizó libros de texto en cursos de estudios islámicos para los estudiantes de primaria y secundaria del Ministerio saudí de Educación. Los investigadores hallaron declaraciones que promueven el odio a los cristianos, judíos, «politeístas» y otros «infieles». Los Protocolos de los Sabios de Sion fueron enseñados como un hecho histórico. Los textos describen a los judíos y cristianos como enemigos de los creyentes musulmanes y el choque entre ambos, como una lucha en curso que terminará en victoria sobre los judíos. Los judíos son acusados de prácticamente toda la «subversión» y de todas las guerras del mundo moderno.

#### Autoridad Nacional Palestina
Mudar Zahran, palestino, en una publicación del para el Instituto Gatestone escribió que «los palestinos han sido utilizados como combustible de la nueva forma de antisemitismo, lo que ha perjudicado a los palestinos exponiéndolos a abusos de los gobiernos árabes los cuales son ignorados deliberadamente por los medios, incluyendo a los que dicen sentir cariño por los palestinos, pero sin embargo, sólo sobrellevan el odio a los judíos. Esto ha dado lugar a la protesta palestina por justicia, igualdad, libertad y derechos humanos básicos ignorados mientras el mundo está consumido con la deslegitimación de Israel a causa de la ignorancia o malicia».
En marzo de 2011, el gobierno israelí publicó un documento afirmando que «los mensajes antiisraelíes y los mensajes antisemitas se oyen regularmente en el gobierno, en los medios de comunicación privados, en las mezquitas y son enseñados en los libros escolares, en la medida en que forman una parte integral en la estructura de vida dentro de la Autoridad Nacional Palestina».
En agosto de 2012, el director general del Ministerio de Asuntos Estratégicos israelí Yossi Kuperwasser afirmó que la incitación al antisemitismo palestino «sucede todo el tiempo» y que es «preocupante e inquietante». A nivel institucional, dijo que la Autoridad Palestina ha promocionado tres mensajes claves al pueblo palestino los cuales forman una incitación: «que los palestinos finalmente sean los únicos soberanos sobre toda la tierra desde el río Jordán hasta el mar Mediterráneo, que los judíos, especialmente los que viven en Israel, no son realmente seres humanos, sino más bien «la escoria de la humanidad»; y que todas las herramientas son legítimas en la lucha contra Israel y los Judíos».
En septiembre de 2023 el presidente de la Autoridad Nacional Palestina, Mahmud Abás, justificó el genocidio nazi al afirmar que Adolf Hitler y los nazis quisieron exterminar a los judíos en el Holocausto porque se relacionaban con la usura y el dinero, y porque estaban «implicados en sabotaje» durante la Primera Guerra Mundial.

#### Irán
En su informe anual, el Comité de Libertad Religiosa Internacional estadounidense criticó duramente la «preocupante situación» en Irán. «Hay un creciente antisemitismo y repetidos casos de negación del holocausto por parte de altos funcionarios de gobierno y líderes religiosos, que continúan creando una atmósfera de miedo en la comunidad judía». Mahmoud Ahmadinejad, el expresidente de Irán, ha negado con frecuencia el Holocausto.
En julio de 2012, la Liga Antidifamación condenó la caricatura antisemita ganadora en un concurso iraní en el que el dibujo ganador representa a tres judíos religiosos rezando frente a una representación del Muro de los Lamentos en Jerusalén con una etiqueta que dice «Wall Street, Nueva York». Otras caricaturas que participaron en el concurso eran también antisemitas. El director nacional de la Liga Antidifamación, Abraham Foxman, condenó esa caricatura, afirmando que «Una vez más, Irán premia a quienes promueven el antisemitismo».

#### Irak
En el año 2017, Sarah Idan, Miss Irak, la mujer más bella del país, fue amenazada de muerte y forzada a abandonar su país junto a su familia luego de publicar una fotografía en Instagram con Adar Gandelsman, Miss Israel.

#### Jordania
Jordania no permite la entrada a judíos con signos visibles del judaísmo o hasta con artículos religiosos personales en su posesión. El embajador jordano en Israel contestó a una queja por un judío religioso negado la entrada que los problemas de seguridad hicieron falta que los viajeros que entran en el Reino Hachemita no hagan así con mantones del rezo (Talit) y filacterias (Tefillin). Las autoridades jordanas declaran que la política consiste en a fin de asegurar la seguridad de turistas judía.

#### Líbano
En 2004, Al-Manar, una red de medios de comunicación afiliados al Hezbolá, emitió una serie drama llamada La Diáspora. Los observadores alegan que se basa en acusaciones antisemitas históricas. Corresponsales de la BBC que han visto el programa, dicen que la serie cita extensamente a Los Protocolos de los Sabios de Sion.

#### Siria
El exlíder del Ku Klux Klan David Duke visitó Siria en el noviembre de 2005 e hizo un discurso que se transmitió en vivo en la televisión siria.

#### Indonesia
La Constitución indonesia reconoce solamente seis religiones: el islam, el catolicismo, el protestantismo, el budismo, el hinduismo y el confucionismo, pero no el judaísmo. Para obtener un documento de identidad sin el cual no se tiene acceso a los servicios públicos, la mayoría de los judíos debe mentir y declararse cristianos.
Los musulmanes que muestran interés por el judaísmo suscitan hostilidad.

#### Malasia
Aunque Malasia actualmente no tiene una población judía considerable, el país se ha convertido en un ejemplo del fenómeno llamado «El antisemitismo sin judíos». En el libro sobre la identidad malaya The Malay Dilemma, publicado en 1970, el ex primer ministro de Malasia, Mahathir Mohamad escribió: «Los judíos no sólo son de nariz ganchuda... sino que también entienden instintivamente sobre el dinero... La avaricia judía y sus hechizos financieros ganaron el control económico de Europa y provocó el antisemitismo que aumentó y decreció en toda Europa a través de los siglos».

#### Pakistán
El primer informe del Departamento de Estado de los Estados Unidos sobre el Antisemitismo Mundial menciona un fuerte sentimiento de antisemitismo en Pakistán. En Pakistán, un país sin comunidades judías, el sentimiento antisemita es alentado por numerosos artículos antisemitas en la prensa.
Después de la independencia de Israel en 1948, tuvieron lugar violentos incidentes contra la pequeña comunidad judía de Pakistán la cual consta de unos 2000 judíos.
La Sinagoga Magain Shalom en Karachi fue atacada, así como también fueron atacados judíos en forma individual. La persecución de los judíos llevó a cabo a su éxodo a Israel a través de la India, el Reino Unido, Canadá y otros países. La comunidad judía de Peshawar dejó de existir aunque todavía sigue existiendo una pequeña comunidad en Karachi.
Un gran número de personas en Pakistán creen que los ataques del 11 de septiembre de 2001 contra el World Trade Center en Nueva York fue una conspiración judía secreta organizada por el Mosad de Israel, al igual que los atentados de Londres del 7 de julio de 2005, presuntamente cometidos por judíos para desprestigiar a los musulmanes. Tales acusaciones hacen eco a las teorías antisemitas tradicionales. El atentado a la sede del movimiento religioso judío Jabad-Lubavitch en la India en el año 2008 fue incitado por militantes vinculados a Pakistán encabezados por Ajmal Kasab.

#### Turquía
Las principales fuentes ideológicas del antisemitismo en Turquía son el islamismo, la izquierda antisionista y el nacionalismo de extrema derecha.
En las últimas décadas, las sinagogas han sido el blanco de una serie de ataques terroristas. En el 2003, la sinagoga Neve Shalom fue blanco de un atentado de coche bomba, matando a 21 musulmanes turcos y 6 judíos.
Durante el mandato de Recep Tayyip Erdoğan, Mi lucha, el libro escrito por Hitler, ha vuelto a ser el libro más vendido en Turquía.
Además hay manifestaciones antisemitas en los medios de comunicación como por ejemplo en el 2009, año en que por primera vez sale al aire una telenovela antisemita y antiisraelí en Turquía, difundida también en los países árabes.
Según declaró Nesim Güvenis, vicepresidente de la Asociación de Judíos Turcos de Israel, el antisemitismo, desencadenado por duras declaraciones del gobierno turco, ha causado la emigración de cientos de jóvenes judíos de Turquía a Estados Unidos o a países de Europa occidental ya antes de los sucesos del MV Mavi Marmara.
Junto a los acontecimientos en el Medio Oriente durante julio de 2014, se ha observado aumento de manifestaciones de carácter antisemita. Por ejemplo, Yildiz Tilbe, una famosa cantante pop del país, publicó en su cuenta de Twitter que «si Dios lo permite, serán los musulmanes los que nuevamente traigan el final de esos judíos, está cercano» a lo que continuó «Que Dios bendiga a Hitler». También, un grupo de manifestantes ha arrojado piedras contra el consulado de Israel en Estambul.

### América

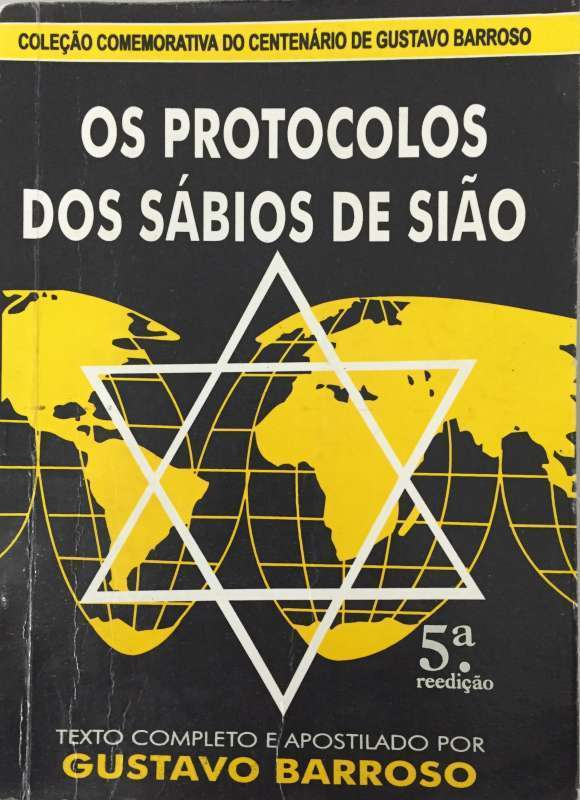
Libro antisemita de Gustavo Barroso

#### Argentina
Una encuesta internacional de La Liga Antidifamación de la organización B'nai B'rith, realizada entre julio de 2013 y febrero de 2014, ha mostrado que uno de cada cuatro argentinos manifiesta prejuicios antisemitas. Sin embargo en esta encuesta Argentina muestra un menor grado antisemita en relación con otros países de América del Sur.
En el informe sobre los hechos antisemitas en Argentina durante el año 2012 realizado por la DAIA se ha notado una disminución de denuncias sobre episodios antisemitas en el país. Sin embargo se puede observar un marcado aumento del antisemitismo en los medios virtuales.

#### Bolivia
Durante el gobierno de Evo Morales, la prensa publicó varios artículos antisemitas. El presidente de la Cámara de Diputados indicó que el Holocausto no había sido suficiente para los judíos. El 13 de septiembre de 2014 hubo un atentado contra al cementerio de la Asociación israelita de la ciudad de Cochabamba.

#### Costa Rica
En el 2013, el entonces diputado Manrique Oviedo del Partido Acción Ciudadana fue acusado de realizar acusaciones antisemitas al afirmar en el plenario legislativo que el entonces vicepresidente Luis Liberman Ginsburg usaba su cargo para beneficiar a otros judíos. Dichas declaraciones fueron condenadas por diversos actores incluyendo el gobierno de Costa Rica, los dirigentes del Partido Acción Ciudadana Ottón Solís y Luis Guillermo Solís, los jefes de las fracciones parlamentarias del Congreso incluyendo la de Oviedo y representantes de la comunidad judía como Gilberth Meltzer presidente del Centro Israelita Sionista y Luis Fishman diputado y exvicepresidente.

#### Estados Unidos
En noviembre de 2005, La Comisión de Derechos Civiles de los Estados Unidos analizó el antisemitismo en los campus colegiales. El informe reportó que "los incidentes de amenaza de daños físicos, intimidación física o daños de propiedades son poco comunes hoy en día", pero todavía el antisemitismo sigue teniendo lugar en muchos de los campos estudiantiles y presenta un "serio problema".
El 19 de septiembre de 2006, la Universidad de Yale fundó la Iniciativa para el Estudio Interdisciplinario del antisemitismo (YIISA), el primer centro de América del Norte con sede en la universidad para el estudio de la materia, como parte de la Institución de Estudios Políticos y Sociales. El director del centro, Charles Small, marcó el aumento en los últimos años del antisemitismo en todo el mundo, generando la «necesidad de entender la manifestación actual de esta enfermedad». En junio de 2011, Yale votó cerrar esta iniciativa. Después de llevar a cabo una supervisión de rutina, el comité de supervisión de la universidad, dijo que la iniciativa no cumplió con los estandartes de investigación y docencia. Donald Green, director de la Institución de Estudios Políticos y Sociales de Yale, argumentó que no se habían difundido suficientes artículos en las publicaciones académicas más importantes o atraído a una suficiente cantidad de estudiantes. Por lo tanto, al igual que otros programas que anteriormente estuvieron en una situación similar, la iniciativa fue cancelada.
Esta decisión fue criticada por personas destacadas como el exdirector de la Comisión de Derechos Civiles de los Estados Unidos director Kenneth L. Marcus, quien hoy en día es director de la Iniciativa de Lucha contra el antisemitismo y antiisraelismo en los sistemas educativos de los Estados Unidos en el Instituto de investigación del judaísmo y la comunidad judía, y Deborah Lipstadt, quien describió la decisión como «rara y extraña».
Una encuesta realizada en 2007 por la Liga Antidifamación (ADL) concluyó que el 15 % de los estadounidenses poseen una perspectiva antisemita, la cual sigue en la misma línea promedio de los últimos diez años pero de descenso en los últimos sesenta años. La encuesta concluyó que la educación es un fuerte pronosticador, «cuanto más educados son los estadounidenses, son más libres en puntos de vista prejuiciosos". La convicción de que "los judíos tienen demasiado poder» fue considerada por la ADL como la perspectiva más antisemita. Otras perspectivas que apuntan al antisemitismo, según la encuesta, incluyen la opinión que los judíos son más leales a Israel que a Estados Unidos, y que son los responsables de la muerte de Jesús de Nazaret. La encuesta argumentó que los estadounidenses antisemitas tienden en general a ser intolerantes, por ejemplo con respecto a la inmigración y a la libertad de expresión. Esta encuesta también ha fundado que el 29 % de los hispanos nacidos en el extranjero y el 32 % de los afroamericanos sostienen una fuerte creencia antisemita, tres veces mayor a la de los blancos (10 %).
Un estudio del año 2009 publicado en Boston Review estableció que alrededor del 25 % de los estadounidenses no judíos acusaban a los judíos por la crisis económica del 2008-2009, con un porcentaje más elevado entre los Demócratas que entre los Republicanos.
En agosto de 2014, la Asamblea Estatal de California aprobó una resolución no vinculante la cual «motiva a los líderes universitarios a combatir contra una amplia gama de acciones antijudías y antiisraelíes», aunque la resolución «es puramente simbólica y no tiene implicaciones políticas».

#### Honduras

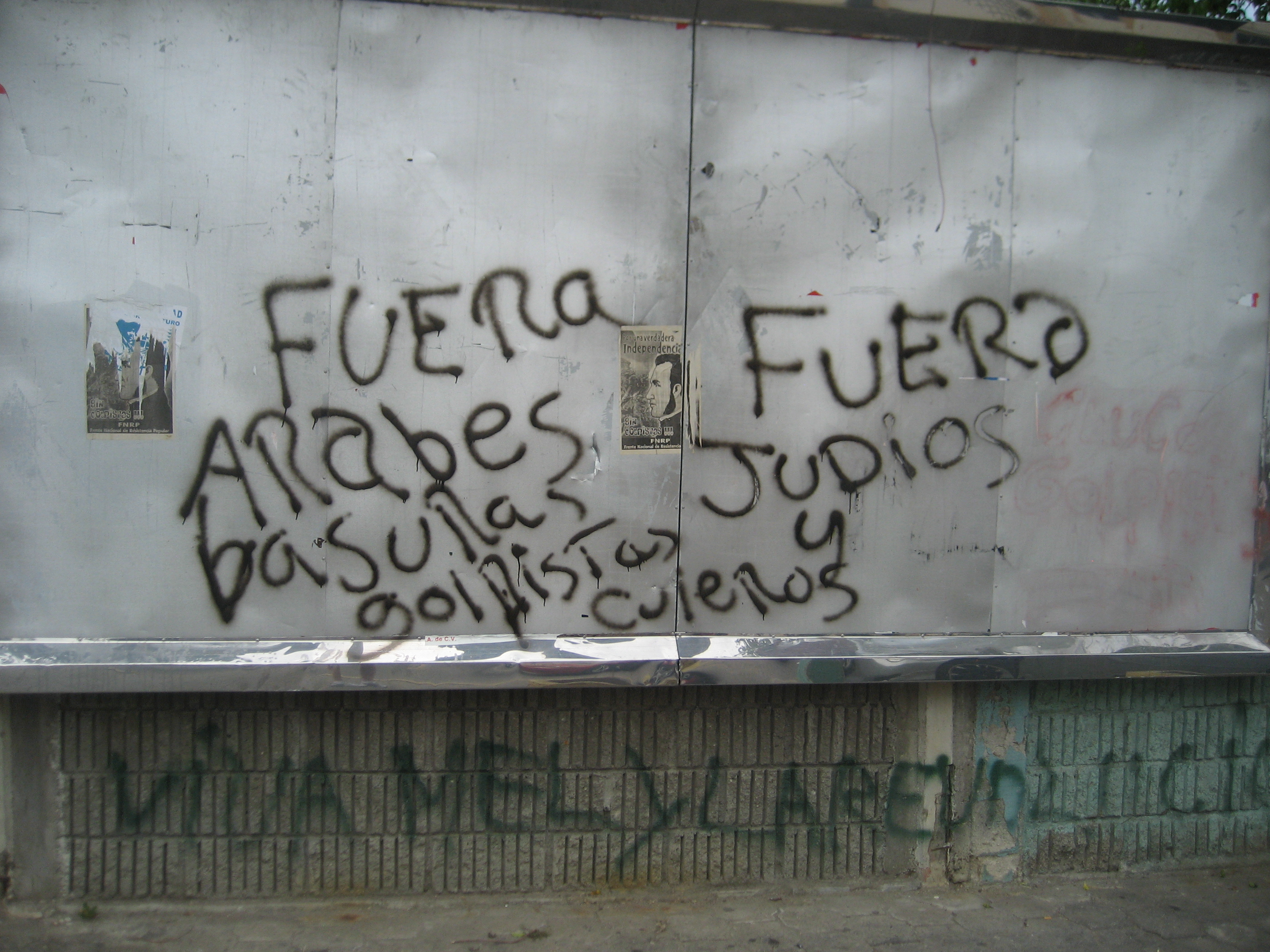
Grafiti antisemita y antiárabe en San Pedro Sula. El antisemitismo en Honduras ha ido en aumento desde 2009 obligando a residentes judíos abandonar el país.

Con la crisis constitucional hondureña de 2009, la comunidad judía local se vio envuelta en la controversia. Los rumores se arremolinaron en los medios de comunicación hondureños sobre la participación de judíos e israelíes en el golpe de Estado. Tras lo sucedido miles de manifestantes toman las calles de las principales ciudades hondureñas, en una de sus manifestaciones una pared de la Catedral de Tegucigalpa fue pintada con el mensaje que rezaba la oración: «Fuera los judíos de Honduras!». Debido a esto varios portales israelíes y judíos condenaron las expresiones antisemitas en Honduras.
El antisemitismo aumentó durante la presidencia de Juan Orlando Hernández, quien ha liderado un gobierno proisraelí desde su elección en 2014. Durante este etapa Israel vendió a Honduras varios barcos militares y armamento, y a partir de entonces este se vuelve en uno de sus mayores aliados. Además de ser Israel el primer país en reconocer la reelección del presidente Hernández luego de las masivas denuncias de fraude electoral, que generó protestas y represión posterior que provocó la muerte de 30 Hondureños. Debido a esto en los últimos años, algunos judíos hondureños han hecho aliyá a Israel.

#### México
En 2014, los resultados de la encuesta Global100 de la Liga Antidifamación (ADL) revelaron que el 24% de la población adulta en México alberga opiniones y creencias antisemitas.

#### Uruguay
En el año 2014, en Paysandú un grupo de personas realizó una manifestación pública en una plaza de la ciudad, portando una gran pancarta que decía Fuera judíos de Paysandú. El 9 de marzo de 2016 fue asesinado David Fremd, un comerciante de origen judío en esta misma ciudad por un uruguayo convertido al islam que se hacía llamar Abdulah Omar.

#### Venezuela
En el año 2009, una nota Michael Rowan y Douglas E. Schoen, escribieron: «En un discurso de Nochebuena varios años atrás, Chávez dijo que los judíos mataron a Cristo y desde ese entonces se han ido engulleciendo de riquezas y causando pobreza e injusticias alrededor del mundo».
En febrero de 2012, Henrique Capriles, candidato de la oposición a las elecciones presidenciales de Venezuela 2012, fue sometido a lo que los periodistas extranjeros caracterizaron como feroces ataques por fuentes de medios de comunicación estatales.
El Wall Street Journal mencionó que Capriles fue «calumniado en una campaña en la que los medios estatales de Venezuela insinuaban que él era, entre otras cosas, un homosexual y un agente sionista».
El 13 de febrero de 2012, un artículo de opinión en la radio estatal Radio Nacional de Venezuela, titulado "El enemigo es el sionismo" atacó a los ancestros judíos de Capriles y lo relacionó con grupos judíos nacionales a causa de una encuentro que tuvo con los líderes de la comunidad judía local, diciendo, «Este es nuestro enemigo, el sionismo que hoy en día Capriles representa… El sionismo, junto con el capitalismo, son responsables del 90 % de la pobreza mundial y de las guerras imperialistas».
El diputado chavista Adel El Zabayar Samara, miembro de la Asamblea Nacional venezolana, realizó manifestaciones antisemitas a través del canal televisivo Al Manar, en las que afirmaba que Hitler asesino a los judíos pertenecientes a las organizaciones progresistas que los principales financieros de Hitler era los judíos sionistas: «Si vemos quien financió a Hitler antes de la Segunda Guerra Mundial, veremos que los principales financieros eran los sionistas …», «Si analizamos a quiénes asesinó Hitler, veremos que las víctimas fueron los judíos progresistas (…) no va a encontrar entre los muertos a representantes del sionismo internacional. En 1934 acuñaron una moneda que simbolizaba la amistad entre el sionismo y el nazismo alemán».

### Europa

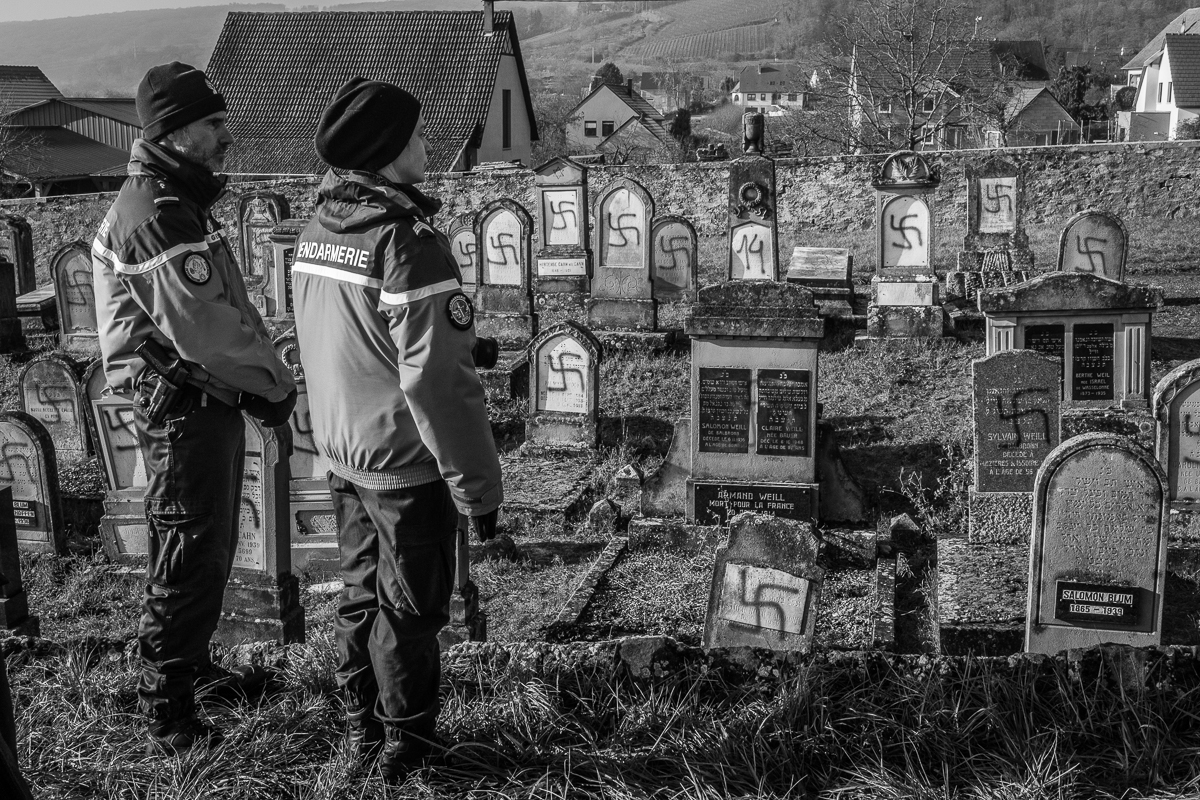
Tumbas profanadas en el cementerio judío de Westhoffen, Francia (diciembre de 2019).

De acuerdo con el reporte del año 2004 [actualizar] publicado por el Centro Jerusalén de Asuntos Públicos, el antisemitismo ha aumentado de manera muy significante en Europa desde el 2000, con un importante aumento en ataques verbales contra los judíos y vandalismo como grafitis, bombas en colegios judíos, profanaciones en las sinagogas y cementerios. Alemania, Francia, Gran Bretaña y Rusia son los países con los más altos índices de antisemitismo. Países Bajos y Suecia también muestran altos índices de ataques antisemitas desde el 2000.
Algunos aclaman que la violencia antisemita reciente en Europa puede verse como una secuela del conflicto árabe-israelí debido a que muchos de los perpetradores pertenecen a las comunidades musulmanas de inmigrantes en las ciudades europeas. Sin embargo, a comparación de Francia, Reino Unido y la mayoría del resto de Europa, en Alemania los grupos árabes y propalestinos están involucrados en solo un pequeño porcentaje de los incidentes antisemitas. Según el Instituto Stephen Roth para el Estudio del Antisemitismo Contemporáneo y el Racismo, la mayoría de los ataques más extremos contra sitios judíos y ataques físicos contra los judíos en Europa provienen de grupos militantes islamistas y musulmanes, y muchos de los ataques a los judíos tienden a ser agresiones en países donde residen grupos de jóvenes musulmanes inmigrantes.
El 1 de enero de 2006, el rabino de Gran Bretaña, Lord Jonathan Sacks, advirtió que, un «tsunami del antisemitismo» se está propagado mundialmente. En una entrevista con la BBC Radio 4, Sacks dijo: «Muchos de mis colegas rabinos de Europa han sido agredidos y atacados en las calles. Hubo sinagogas profanadas. Hemos tenido escuelas judías quemadas – no aquí pero en Francia. La gente está tratando de silenciar e incluso abolir las sociedades judías en los campos universitarios con el argumento de que los judíos deben apoyar al Estado de Israel, y por lo tanto deben ser prohibidas, lo cual es bastante extraordinario porque los judíos británicos se ven a sí mismos como ciudadanos británicos. Pues es este tipo de sensación de incertidumbre por lo que va a ocurrir a continuación lo que pone a algunas comunidades judías europeas incómodas».
Tras un ascenso del antisemitismo en el año 2012, dentro del cual incluyó el asesinato de tres niños en una escuela judía en Francia, el Congreso Judío Europeo exigió tomar medidas preventivas. El presidente de congreso, Moshe Kantor, explicó, «Hacemos un llamado a las autoridades para adoptar una estrategia más proactiva por lo que no habría ninguna razón de declaraciones de arrepentimiento y acusación. Todos estos pequeños ataques me hacen recordar a los pequeños temblores antes de un terremoto. La comunidad judía no puede permitirse ser sometida a un terremoto y las autoridades no pueden decir que no estaba escrito en la pared». Este también añadió que los países europeos deben tomar medidas legislativas para prohibir toda forma de incitación, así como para equipar a las autoridades con las herramientas necesarias para hacer frente a cualquier intento de aumentar las actividades terroristas y violentas contra las comunidades judías en Europa.
En el marco de las elecciones europeas del año 2014, el ultraderechista Frente Nacional liderado por Marine Le Pen, ganó el 25 % de los votos. También hubo un aumento de partidos de derecha en Alemania, Italia y Grecia. En total, tendrían 100 de los 700 diputados del Parlamento Europeo.

#### Alemania
El ministro del Interior de Alemania, Wolfgang Schäuble, destacó la política oficial de Alemania: «No toleraremos ninguna forma de extremismo, xenofobia o antisemitismo».
Durante los últimos años, la cantidad de incidentes antisemitas en Alemania permaneció relativamente elevada.
Los datos muestran que ha habido un descenso en el número de delitos y actos de violencia antisemitas registrados en Alemania desde 2009 por motivos políticos. La gran mayoría de éstos son cometidos por derechistas extremistas. Con respecto a los crímenes antisemitas registrados en el 2011, 692 consistieron en la incitación contra personas. 267 casos en delitos de propaganda antisemita en 2011. Algo similar sucede también con los actos de violencia antisemitas. Además la fundación Antonio Amadeu, reportó una disminución en el número de incidentes antisemitas.
En julio de 2012, dos mujeres fueron agredidas en Alemania, rociadas con gas lacrimógeno, mostrándoles también «el saludo a Hitler», aparentemente por usar un colgante con la estrella de David.
A fines de agosto de 2012, la policía de Berlín investigó el ataque a un rabino de 53 años y su hija de 6, perpetrado presuntamente por 4 árabes adolescentes, por el cual el rabino estuvo bajo tratamiento en el hospital por heridas en la cabeza. La policía calificó este ataque como un crimen de odio. Jüdische Allgemeine reportó que el rabino estaba usando kipá y se acercó a uno de los adolescentes quien le había preguntado si era judío. El adolescente atacó al rabino mientras gritaba comentarios antisemitas y lo amenazó con matar a la hija. El alcalde de Berlín condenó el ataque, diciendo que «Berlín es una ciudad internacional en la cual la intolerancia, la xenofobia y el antisemitismo no son tolerados. La policía llevará a cabo todos los esfuerzos para encontrar y arrestar a los responsables».
En octubre de 2012, varios historiadores, entre ellos el Dr. Julius H. Schoeps, un prominente historiador judeoalemán y miembro de la comisión del Ministerio del Interior de Alemania de la lucha contra el antisemitismo, acusó a la mayoría de los diputados del Bundestag de Alemania de fracasar en el entendimiento del antisemitismo y por la imperiosidad de informes legislativos periódicos sobre el antisemitismo alemán. Schoeps cita varias declaraciones antisemitas por parte de miembros del parlamento alemán. El informe en cuestión determinó que 15 % de los alemanes son antisemitas, mientras que más del 20 % propugnan un «antisemitismo latente», pero el informe ha sido criticado por minimizar la importancia del grado de antisemitismo en Alemania, así como por no haber examinado la cobertura antiisraelí de los medios en Alemania.
Hay un aumento de antisemitismo en los estadios de fútbol en Alemania. Grupos neonazis hacen cada vez más uso de clubes deportivos para promover su ideología. En los últimos meses la palabra “Juden” (judíos) pasó a ser un insulto frecuente en los estadios deportivos, aun cuando en la cancha no hay un solo jugador de origen judío.
En el mes de julio del año 2014, durante la operación Margen Protector, se llevaron a cabo manifestaciones en distintas partes del país en las cuales eran proclamadas frases antisemitas. En la ciudad de Essen fueron arrestadas 14 personas que planeaban atacar a una de las sinagogas más importantes del lugar. También han acontecido numerosos actos antisemitas tales como la profanación de monumentos en conmemoración al Holocausto, fueron enviadas postales antisemitas a habitantes de origen judío entre otros.
Según el presidente del Consejo Central de Judíos de Alemania, Dieter Graumann, los judíos de Alemania están «experimentando un estallido de odio violento y nefasto» aclamando también que "no tratan de una crítica a una política concreta del Gobierno israelí, sino simple y llanamente de odio a los judíos".
La canciller Angela Merkel también calificó a las aclamaciones contra los judíos como un «ataque a la libertad y a la tolerancia», así como «un intento de debilitar nuestro orden democrático y liberal».

#### Austria
En marzo de 1938, Austria fue anexada por la Alemania nazi y miles de austríacos y judíos austriacos que lucharon contra la ocupación nazi fueron enviados a campos de concentración. De los 65 000 judíos vieneses deportados a campos de concentración, sólo sobrevivieron alrededor de 2000, y aproximadamente 800 sobrevivieron a la Segunda Guerra Mundial en la clandestinidad.
El antisemitismo no dejó de existir luego de la Segunda Guerra Mundial y sigue siendo parte de la vida política y la cultura austríaca, con un fuerte arraigo en los partidos políticos y los medios de comunicación. Bernd Marin, sociólogo austriaco, ha caracterizado el antisemitismo en Austria sucesorio de 1945 como un «antisemitismo sin judíos», ya que los judíos constituyen sólo 0.1 por ciento de la población austríaca y es común entre personas que no han tenido ni tienen ningún contacto personal con los judíos.
El antisemitismo en Austria hoy día parece centrarse más en los estereotipos difundidos y tradicionales que en los actos de agresión física. Esto es el principal componente ideológico de la mayoría de los grupos de extrema derecha. Los grupos derechistas y neonazis extremistas han intensificado sus actividades desde el año 2000, alentados por el éxito electoral del Partido de la Libertad de Austria (FPÖ) en marzo de 1999.
De acuerdo con la CFCA (el Foro Coordinador para la Lucha contra el Antisemitismo) se han registrado más de 15 incidentes antisemitas durante los años 2012-2013. La mayoría de ellos incluyen grafitis de esvásticas, profanación de tumbas judías, pintar las "Stolpersteine" e incluso la expulsión de un hombre religioso de un apartamento de vacaciones por ser judío.

#### Bélgica
En el año 2012, se registró en Bélgica un aumento de casi un 20 % en la cantidad de incidentes antisemitas. Dicho aumento está acompañado con el aumento del extremismo islámico entre parte de los musulmanes del país.
En mayo de 2014, tuvo lugar un atentado en el museo situado en el barrio de Sablon, en el centro de Bruselas, cuyo motivo es antisemita. En el atentado murieron cuatro personas.

#### Francia
En Francia vive el mayor número de personas de origen judío en el continente europeo (cerca de 600 000). Los líderes judíos condenaron el aumento de antisemitismo en Francia, principalmente por los árabes musulmanes o por descendientes africanos, pero también por isleños del Caribe provenientes de las colonias francesas. En ese entonces el ministro del interior de Francia, Nicolas Sarkozy denunció el asesinato de Ilan Halimi el 13 de febrero de 2006 como un crimen antisemita.
En marzo de 2012, Mohammed Merah atacó a tiros una escuela judía en Tolouse, matando a una maestra y a tres niños. El autor se declaró partidario de al-Qaeda. El presidente Sarkozy dijo que se trataba de un "obvio" ataque antisemita. Cuatro meses más tarde, en julio de 2012, un adolescente judío francés que llevaba un «distintivo con un símbolo religioso» fue víctima de un ataque antisemita en un tren que viajaba de Toulouse a Lyon, siendo primero acosado verbalmente y luego golpeado por dos agresores.
Otro incidente ocurrido en julio de 2012, consistió en el vandalismo de la sinagoga de Noisy-le-Grand del distrito de Seine-Saint-Denis, que fue atacada tres veces en un período de diez días. El Bureau National de Vigilance Contre L'Antisémtisme (BNVCA) pidió tomar más medidas para prevenir futuros crímenes de odio. En agosto de 2012, Abraham Cooper, el decano del Centro Simon Wiesenthal, se reunió con el ministro Manuel Valls y reportó que los ataques antisemitas contra los judíos habían aumentado en un 40 % desde el atentado de Merah en Toulouse. Cooper presionó a Valls a tomar medidas extras para garantizar la seguridad de los judíos franceses.
En el año 2012, se registró un aumento del 58 % en el número de incidentes contra los judíos. Durante el 2013 el nivel del antisemitismo contra los judíos en Francia fue nuevamente muy alto. Durante el año 2013 hubo alrededor de 200 casos registrados incluyendo cuatro ataques violentos.Se puso de moda el Quenelle, un saludo con el brazo en alto invertido creado por el cómico Dieudonné M'bala M'bala, el cual fue difundido por las redes sociales y llegó a tener un gran alcance mundial. Dicho saludo se volvió aún más famoso luego de que el futbolista francés Nicolas Anelka celebró un gol con este gesto.
En el mes de julio del año 2014, jóvenes propalestinos se enfrentaron en varias ocasiones con la policía, prendieron fuego a coches, saquearon tiendas y atacaron dos sinagogas en los suburbios de París. Con el mismo motivo, tuvieron lugar dos manifestaciones propalestinas París y en Sarcelles a pesar de haber sido prohibidas por las autoridades francesas durante las cuales ocurrieron enfrentamientos entre manifestantes y policías y actos de violencia, denunciados por el gobierno francés como «antisemitas». Francia había prohibido esas dos manifestaciones, luego de que en la semana anterior se registraron actos violentos cerca de una sinagoga al término de una manifestación y fue arrojada una bomba incendiaria hacia una sinagoga. En otra manifestación en París miles de personas han protestado con el gesto del quenelle.

#### Grecia
El antisemitismo está principalmente fomentado por los líderes de Amanecer Dorado y por cierta parte de la iglesia ortodoxa griega, haciendo uso del antisemitismo clásico y argumentando que «Grecia fue vendida y está dominada por los judíos». La cantidad de incidentes casi se duplicó en comparación con el año 2012. Estos incluyeron casos de negación del holocausto por parte de figuras reconocidas y profanación de monumentos y lápidas. Aparentemente, los problemas económicos por los que Grecia atraviesa han incrementado las ideas extremistas.
En el 2014, la justicia griega condenó a un médico por no atender a judíos.

#### Hungría
Durante el período comunista en Hungría, el antisemitismo no se presentaba en su forma clásica sino representaba la ideología fascista húngara. Por lo tanto la élite gobernante se aseguró de que toda la literatura antisemita fuera destruida después de la Segunda Guerra Mundial.
Durante la transición del comunismo a la democracia en 1989, y la introducción de la libertad de expresión y de prensa, el antisemitismo resurgió casi de inmediato. Este fenómeno ha dado lugar a un gran debate: fueron los cambios económicos y sociales los que causaron un aumento repentino en él o fue la hostilidad encubierta hacia judíos que salió a flote como consecuencia de las nuevas libertades civiles.
Uno de los principales representantes de la ideología antisemita institucionalizada es el partido popular húngaro Movimiento por una Hungría Mejor (Jobbik), que recibió el 20.5 % de los votos en las elecciones nacionales de abril de 2014 convirtiéndose así en la tercera fuerza política del país.
La retórica antisemita contemporánea se ha actualizado y ampliado, pero aun así está basada en los viejos conceptos antisemitas. Las acusaciones y los temas tradicionales incluyen frases como la ocupación judía, la conspiración judía internacional, la responsabilidad judía por el Tratado de Trianon, el judío-bolchevismo, y los libelos de sangre contra los judíos. Sin embargo, en los últimos años, esto ha aumentado junto con la palestinización del pueblo húngaro, el resurgimiento del libelo de sangre y un aumento en la relativización y la negación del Holocausto, y la crisis monetaria ha despertado las referencias del «la clase del banquero judío».

#### Italia
Desde la Segunda Guerra Mundial, los prejuicios antisemitas en Italia rara vez han tomado formas agresivas. Sin embargo, con el aumento del número de grupos de extrema derecha desde el comienzo de la década de 1990, la situación ha cambiado. El conflicto político entre Israel y Palestina ha jugado un importante papel en el desarrollo y expresión del antisemitismo en el siglo XXI también en Italia. La Segunda Intifada, que comenzó a finales de septiembre de 2000, ha desarrollado inesperados mecanismos, en los cuales los tradicionales prejuicios contra los judíos se mezclan con estereotipos basados en políticas.
Judíos israelíes fueron acusados de toda la responsabilidad por el destino del proceso de paz y el conflicto es presentado como la encarnación de la lucha entre el bien (los palestinos) y el mal (los judíos de Israel).
Un estudio realizado en el 2010 revela que el 44 % de los italianos tiene prejuicios contra los judíos y el 12 % alberga sentimientos antisemitas. Según el CDEC, que publica regularmente artículos e investigaciones en su portal del Observatorio sobre el prejuicio antijudío contemporáneo, de ese 44 %, 12 se declara abiertamente «antisemita», un grupo comparte estereotipos «clásicos» contra los judíos (10 %), mientras otro aprueba estereotipos «modernos» (11 %)
Según el Centro de Documentación Judía Contemporánea de Milán (CDEC), en el 2012 los episodios antisemitas casi se duplicaron.

#### Noruega
En el 2010, el Norwegian Broadcasting Corporation después de un año de investigación, reveló que el antisemitismo es común entre el octavo, noveno y décimo grado en las escuelas de Oslo. Los maestros de las escuelas con un gran número de musulmanes revelaron que los estudiantes musulmanes a menudo «alaban o admiran a Adolf Hitler por el asesinato de los judíos», que «el odio judío es legítimo en varios grupos de estudiantes musulmanes» y que «los musulmanes se ríen cuando se trata de educar sobre el Holocausto». Además, «mientras que algunos estudiantes protestan cuando se apoya al terrorismo, nadie objeta cuando los estudiantes expresan el odio a los judíos», diciendo en el Corán está escrito «que matarás judíos, todos los musulmanes verdaderos odian a los judíos». La mayoría de estos estudiantes nacieron y fueron criados en Noruega. Un padre judío declaró que su hijo había sido llevado por un gran número de musulmanes luego de la escuela (aunque el niño logró escapar), según se informa «que fue llevado a la selva y colgado porque era judío».
En octubre de 2012, la Organización para la Seguridad y la Cooperación en Europa (OSCE) emitió un informe en relación con el antisemitismo en Noruega, criticando a Noruega por el aumento del antisemitismo en el país y culpando a los funcionarios noruegos por «no afrontar al antisemitismo».

#### Países Bajos
Un grupo de vigilancia judío neerlandés informó un aumento del 23 por ciento en el número de incidentes antisemitas el año pasado, a partir de 2012.
Según el Centro de La Haya de Información y Documentación sobre Israel (CIDI), hubo un aumento general en los incidentes antisemitas: se registraron 147 incidentes antisemitas en el año 2013 en comparación de 114 en el año anterior, las agresiones verbales contra judíos se elevaron de 14 a 21.
Durante el 2013 aumentó en los Países Bajos el fenómeno antiisraelí, el cual se destaca más que el fenómeno del antisemitismo clásico en el país. Este tipo de antisemitismo se encuentra tanto en el marco del antisemitismo musulmán como en el marco del de la extrema derecha. Un documental transmitido por el canal público de televisión, que contenía expresiones antisemitas y xenófobas contra los judíos por parte de adolescentes de origen turco, despertó un escándalo entre la comunidad judía. Como consecuencia, se llevó a cabo una encuesta entre la comunidad turca en los Países Bajos y según los resultados no se trata de un antisemitismo organizado sino de expresiones antisemitas relacionadas con el conflicto palestino – israelí.
En el 2010, Raphaël Evers, un rabino ortodoxo de Ámsterdam, dijo al diario noruego Aftenposten que los judíos ya no pueden estar a salvo en la ciudad debido al riesgo de agresiones violentas.
Según la Fundación Ana Frank, el antisemitismo en los Países Bajos en el 2011 fue más o menos igual que en el 2010. Los incidentes antisemitas aumentaron de 19 en 2010 a 30 en el 2011. Los incidentes verbales bajaron ligeramente de 1173 en el 2010 a 1098 en el 2011. El antisemitismo es más frecuente en el grupo de 23 a 27 años. Según un informe publicado, titulado "Racismo, antisemitismo y violencia de la extrema derecha en Holanda", la cantidad de incidentes antisemitas registrados en Holanda durante el año 2012 es de 2077, mostrando un aumento de más del 25 % con respecto al año 2011.
Este estudio también muestra que una gran parte de los incidentes antisemitas se relaciona con el fútbol. Se hace uso de la palabra «judío» en forma ofensiva, especialmente son incidentes que tienen lugar entre grupos de simpatizantes de equipos de fútbol del sur de Holanda y los simpatizantes del Ajax.

#### Polonia
En el año 2019, el periódico Tylko Polska (Sólo Polonia) que se vende en el Parlamento de Varsovia, puso un titular con letras rojas «Cómo reconocer a un judío», en la cual se exponen los criterios a seguir para conseguir dicha identificación. Según dice, hay que vigilar de forma expresa «los apellidos y nombres, los rasgos antropológicos, la manera de hablar, el aspecto y la apariencia, el carácter y los métodos de actuación». La publicación está dirigida por Leszek Bubel, quien se autocalifica como «el antisemita supremo de Polonia».

#### Reino Unido
Durante la segunda mitad del siglo XX, luego del Holocausto, el odio racial contra los judíos pasó a ser inaceptable en la sociedad británica. La comunidad judía fue afectada por ataques ocasionales de antisemitismo provenientes de grupos de extrema derecha cuya energía se enfocaba en otros grupos minoritarios.
Durante el siglo XXI, el antisemitismo aparentemente está basado en el antirracismo. Los judíos ya no son acusados de matar a Cristo, o de poseer rasgos raciales siniestros. El antisemitismo contemporáneo en Gran Bretaña se ha vuelto más sutil, de naturaleza compleja y multifacética. Es perpetrado de manera diferente por distintos grupos dentro de la sociedad y por esta razón es difícil de identificar. Las palabras y los actos antisemitas se pueden separar en los siguientes dos grupos: actos de violencia y abusos contra los judíos o su propiedad personal y comunitaria y antisemitismo en la retórica pública y privada, por ejemplo el lenguaje y el tono adoptado por los medios de comunicación, grupos políticos, organizaciones e individuales.
En el siglo XXI la fuente dominante del antisemitismo contemporáneo en el Reino Unido es la extrema derecha. La negación del Holocausto y las teorías de la conspiración judía siguen siendo elementos principales de la ideología de extrema derecha. Sin embargo, el antisemitismo contemporáneo se encuentra también en la izquierda del espectro político. Las críticas a Israel, especialmente provenientes de la izquierda, han crecido aún más por la segunda intifada palestina y por la invasión de Irak en el 2003. Sicher, Efraim (2011).
Otra fuente de antisemitismo se encuentra en ciertas partes de la comunidad musulmana británica. Las raíces de este tipo de antisemitismo son complejas: desde una mezcla de posturas históricas, tensiones políticas y nacionales entre las comunidades, hasta la globalización del conflicto del Medio Oriente. Una de las hipótesis es que el conflicto palestino-israelí ha alimentado un sentimiento de rabia e injusticia entre la comunidad musulmana británica, por lo que creó un clima más hospitalario para la ideología islamista radical, como el antisemitismo contemporáneo.
Durante el año 2013, Gran Bretaña continuó constituyéndose en un foco central de actividad antisemita en Europa, con el acento puesto en el antisionismo y la deslegitimación del Estado de Israel.
Las protestas antiisraelíes contra el conflicto Israel-Gaza en el mes de julio del año 2014 han derivado a un aumento de actos antisemitas. Desde el comienzo del conflicto ha habido diversas manifestaciones en las cuales los manifestantes maldijeron a personas de origen judío que pasaban por el lugar (incluyendo «Heil Hitler») y fueron arrojados huevos y envases de bebida contra estos. También fueron cometidos distintos actos de faceta antisemita tales como ataques físicos y verbales a judíos y actos de vandalismo contra instituciones judías. Según la CST (Community Security Trust) fueron reportados 70 incidentes antisemitas desde el comienzo del mes de julio, el doble de lo previsto durante una época normal.

#### Rusia
Debido a la presión de la Iglesia ortodoxa, nacida tras el cisma de 1054, los judíos tenían prohibido entrar en Rusia desde el Medievo. No es de extrañar, por tanto, que durante la Edad Moderna la comunidad judía rusa fuera numéricamente insignificante. Sin embargo, la anexión de territorios tras la guerra contra el Imperio otomano (1768-1774) y los sucesivos repartos de Polonia en 1772, 1793 y 1795 entre Austria, Prusia y Rusia —que provocaron la desaparición del Estado polaco hasta 1918— obligaron al Gobierno ruso a pensar en los cientos de miles de judíos recién incorporados.
Antes de las ampliaciones territoriales, los emperadores o zares rusos ya habían constatado la nula efectividad de los intentos de incorporar a sus escasos súbditos judíos a la Iglesia ortodoxa nacional. Pero la política aplicada con posterioridad por algunos miembros de la dinastía Romanov —que dirigió Rusia desde 1613 hasta 1917— acabó convirtiéndose en una pesadilla para los judíos que cayeron en su poder.
La decisión de la zarina Catalina II de imponer a los judíos una zona de residencia o zona de asentamiento dificultó aún más la ya dura vida de los judíos rusos. Estos perdieron la posibilidad de escapar de los pogromos que tantas muertes causaron.
Durante el reinado de Nicolás I (1825-1855) aumentó la represión. En 1827 el zar aprobó el cantonismo, un régimen militar que forzaba a los judíos varones más pobres a incorporarse al ejército. Obligados a bautizarse, muchos de estos jóvenes acabaron protagonizando suicidios colectivos o individuales y otros recurrieron a automutilaciones o a conversiones fingidas.
Durante la Rusia comunista, a pesar de las expectativas que poseían los judíos con el nacimiento de la Unión Soviética, el antisemitismo de la Rusia zarista no se revirtió totalmente sino que el prejuicio contra los judíos siguió indemne, e incluso, en algunos tiempos se revitalizó.
En la Rusia postsoviética el antisemitismo ha sido y es una de las expresiones más comunes de xenofobia, incluso entre algunos grupos de políticos. Así, existen un gran número de grupos neonazis antisemitas en las repúblicas de la antigua Unión Soviética.
En enero de 2005, un grupo de 15 miembros de la Duma exigió que se prohibiera el judaísmo y las organizaciones judías en Rusia. En junio del mismo año, 500 rusos destacados, entre ellos unos 20 miembros del partido nacionalista ruso Rodina, demandaron que el fiscal del Estado investigara los textos antiguos judíos como "antirrusos" y prohibiera el judaísmo. La investigación fue puesta en marcha, pero se detuvo luego de una protesta internacional.
En la actualidad los incidentes antisemitas, en su mayoría dirigidos por grupos extremistas y nacionalistas, varían desde actos aleatorios de violencia contra los judíos y actos de vandalismo contra instituciones judías hasta la detonación de explosivos en las comunidades judías. La mayoría de los incidentes antisemitas son en los cementerios y edificios judíos (centros comunitarios y sinagogas), tales como el asalto contra el centro de la comunidad judía en Perm en marzo de 2013 y el ataque a la guardería judía en Volgogrado en agosto de 2013.

#### Suecia
Suecia tiene la tasa más alta de incidentes antisemitas en Europa después de Alemania y Austria. Un estudio del gobierno en el 2006 estimó que el 15 % de los suecos están de acuerdo con la afirmación: "los judíos tienen demasiada influencia en el mundo actual». El 5 % de la población total de adultos y el 39 % de los musulmanes adultos tienen puntos de vista antisemitas sistemáticos.
En el 2009, fue incendiada una sinagoga de la comunidad judía de Malmö. Cementerios judíos fueron profanados en repetidas ocasiones, religiosos fueron abusados cuando regresaban a sus hogares luego de la oración y hombres enmascarados coreaban «Hitler» en las calles.
Judith Popinski, una sobreviviente del Holocausto de 86 años de edad, dijo que ella ya no es invitada a las escuelas que tienen una gran presencia musulmana para contar su historia como sobreviviente del Holocausto.
En diciembre de 2010, la organización judía de derechos humanos Centro Simon Wiesenthal emitió una advertencia de viaje concerniente a Suecia, asesorando a los judíos de tener «precaución extrema» al visitar las regiones del sur del país, debido a un supuesto aumento de acoso verbal y físico a los ciudadanos judíos en la ciudad de Malmö.
Durante el 2013 se registró un gran aumento en los incidentes antisemitas en Suecia. Durante la primera mitad del año 2013, la cantidad de incidentes con carácter antisemita y que fueron denunciados aumentó en casi un 40 % en comparación con el periodo paralelo en el año 2012. También se registró una creciente preocupación en la comunidad judía del país (unas 20 mil personas) por las agresiones antisemitas.

#### Ucrania
Durante la revolución rusa, la comunidad judía ha sufrido pérdidas significativas teniendo lugar un gran número de pogromos los cuales crecieron durante la Segunda Guerra Mundial. Entre ellos estuvieron los pogromos de Lvov en 1941 en los cuales fueron asesinados miles de judíos por ucranianos nacionalistas y por milicias ucranianas.
En la década de 1990 y el 2000 hubo un gran número de grupos derechistas nacionalistas y antisemitas en Ucrania. Entre los más notorios estaba MAUP, una universidad privada con amplios vínculos financieros con los regímenes islámicos.
En septiembre de 1993 estallaron disturbios en Vínnitsa, en donde miembros de la ANU-ONURS atacaron las oficinas del alcalde judío local Dmitrii Dvorkis. Durante el mismo período, otros alcaldes judíos —Eduard Gurwits de Odesa y Yukhym Zvyahilsky de Donetsk— también se convirtieron en temas de campañas antisemitas.
Durante las elecciones de Ucrania, candidatos como Yulia Timoshenko y Arseniy Yatsenyuk han sido «acusados» de ser judíos, en las que serían campañas de desprestigio. Las elecciones presidenciales de 2010 involucraron a judíos, Israel y antisemitismo convirtiéndose en un «motivo destacado», ya que algunos funcionarios hicieron declaraciones antisemitas, mientras que otros condenaron estas declaraciones.
Más recientemente organizaciones judías dentro y fuera de Ucrania han acusado al partido político de Ucrania Svoboda de simpatizar con la ideología nazi y de ser antisemita abiertamente. En mayo de 2013, el Congreso Judío Mundial listó al partido como un partido neonazi. Svoboda ha negado ser antisemita.
En las elecciones parlamentarias de Ucrania del 2012 Svoboda, obtuvo por primera vez lugar en el Parlamento de Ucrania, obteniendo el 10,44 % de los votos y logrando ser el cuarto partido nacional con más integrantes en el parlamento.
Recientemente, a partir del comienzo de 2014 con los enfrentamientos entre Ucrania y Rusia tuvieron lugar varios acontecimientos antisemitas en distintas ciudades de Ucrania.

## Neoantisemitismo y controversias sobre el uso actual del término
En la actualidad, algunos críticos con las políticas del gobierno israelí denuncian que el término antisemitismo es a veces utilizado de forma impropia para tachar o deslegitimar a las personas que critican las políticas de Israel. Esta es la opinión de autores como Alex Cokburn o el rabino David Saperstein (representante en Washington del Movimiento para la Reforma del Judaísmo), entre otros:

Existen muchos argumentos, desde el punto de vista palestino, para considerar que Israel es de hecho un Estado terrorista. Aun así, si este no fuera el caso, tal aseveración no sería de por sí evidencia de antisemitismo. Únicamente si una pancarta dijese «Todos los judíos son terroristas», estaría Fox en lo correcto. El problema retórico es equiparar «Israel» o «el Estado de Israel» con «judíos», y argumentar que son sinónimos. Ergo, criticar a Israel es ser antisemita.
A. Cokburn, véase artículo en The Free Press.

Son ejemplos de esta utilización del término el que la BBC haya sido acusada por el gobierno israelí de antisemitismo por el hecho de realizar un documental sobre un terrorista kamikaze, o que el economista estadounidense Paul Krugman (premio Nobel de Economía) haya sido acusado también de antisemitismo por un artículo que escribió en el New York Times. En él, Krugman opinaba que los líderes de países árabes eran arrastrados a mantener un discurso antiisraelí y antiestadounidense porque las políticas de estos dos países alimentan estos sentimientos en los países árabes. Esta opinión provocó una avalancha de críticas hacia el autor, entre las cuales la de antisemitismo.
Algunos partidarios del sionismo consideran que, aunque antisemitismo y antisionismo son conceptualmente distintos, el antisionismo es la forma políticamente correcta que adopta a menudo el antisemitismo. El profesor Edward Kaplan, de la Universidad de Yale, con la colaboración de Charles Small, llevaron a cabo un estudio para demostrar que la crítica a la política del Estado de Israel estaría muy relacionada con sentimientos antisemitas. Según dicho estudio, un 56 % de quienes tienen un sentimiento extremo contra Israel también resultaron ser antisemitas.
En esta línea, los defensores de Israel aceptan la crítica a las políticas del gobierno de Israel siempre que sean como las que se efectúan a cualquier otro gobierno pero no la de negar el derecho a la existencia de un estado judío.
Según la política catalana Pilar Rahola, la crítica legítima a Israel que se acompaña de expresiones como la banalización del Holocausto o la minimización de los ataques armados palestinos puede desembocar en antisemitismo.
También hay judíos antisionistas, como es el caso de los Neturei Karta, o los sectores del judaísmo mesiánico en Israel que sostienen que no se puede crear un estado judío antes de que llegue el Mesías, también existen sionistas que no son judíos como es el caso de los cristianos sionistas o los musulmanes sionistas.